# Biserica de lemn din Fântânele, Maramureș

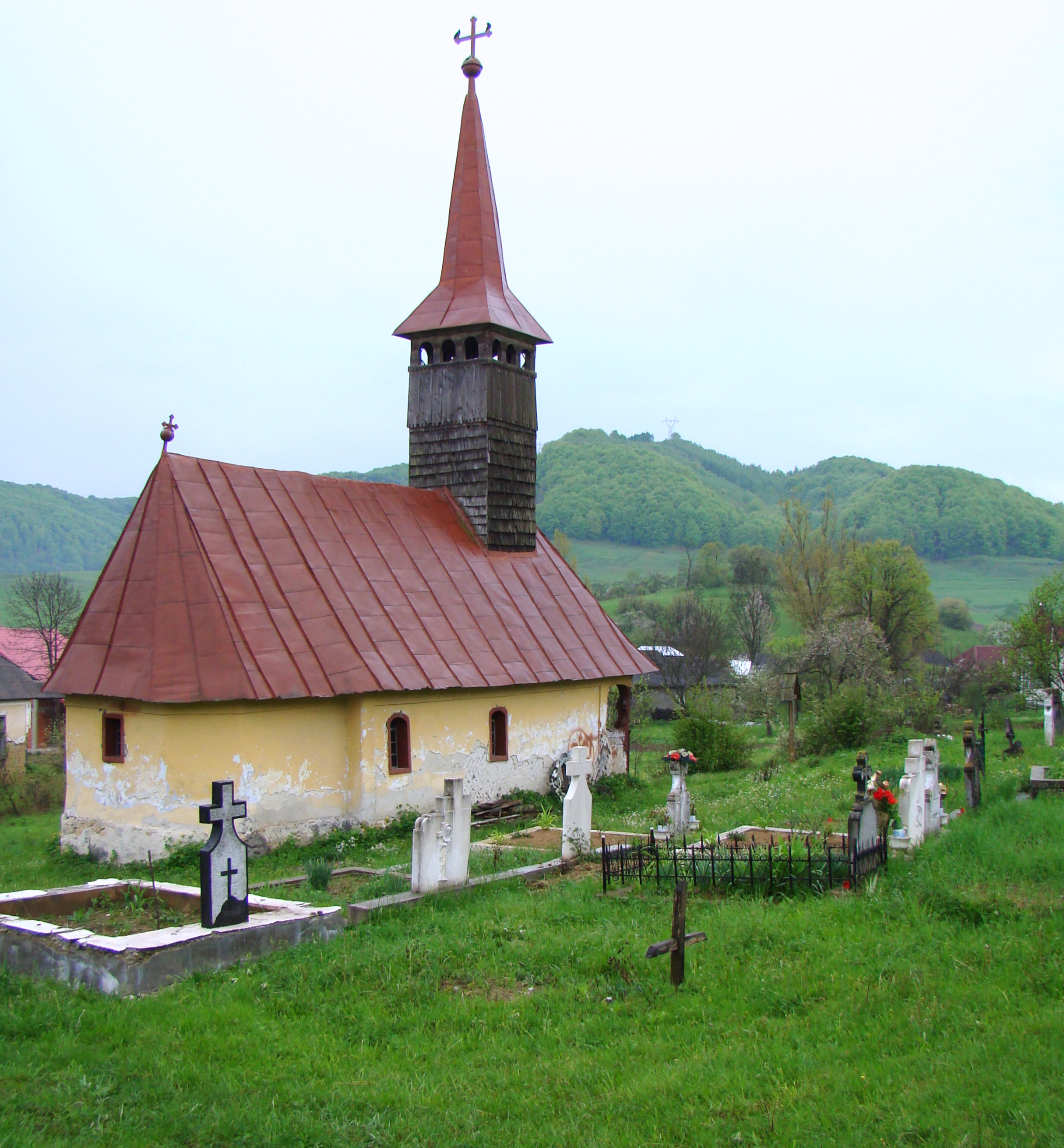
Biserica de lemn „Sfânta Maria” din Fântânele, oraș Târgu Lăpuș, județul Maramureș, foto: mai 2010

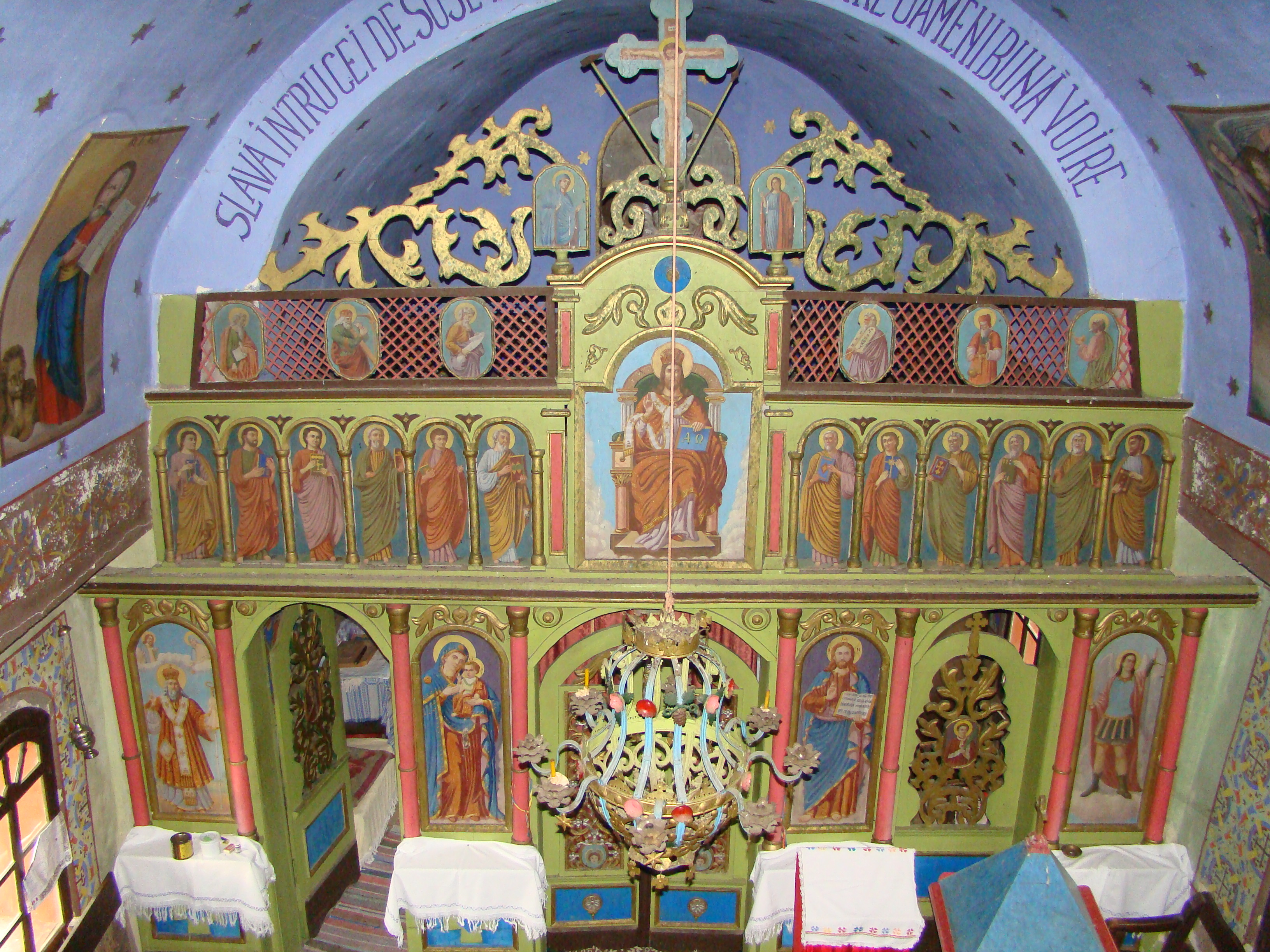
Iconostasul văzut din corul bisericii

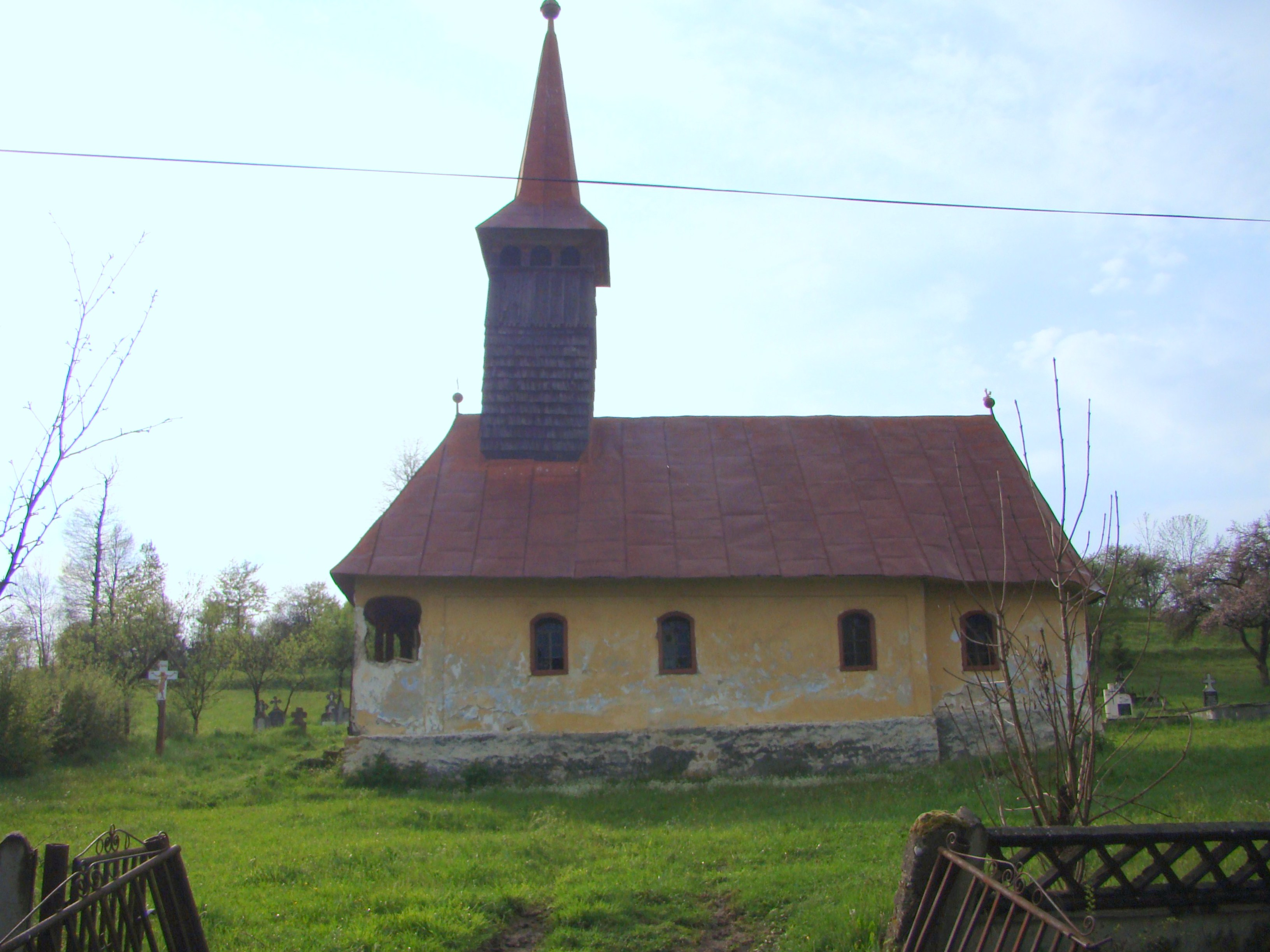
Biserica (sud)

Biserica de lemn din Fântânele, aflată azi în raza orașului Târgu Lăpuș, județul Maramureș, este un vechi lăcaș de cult greco-catolic ce datează din secolul XVIII. Are hramul „Sfânta Maria”. Biserica se află pe noua listă a monumentelor istorice sub codul LMI:  MM-II-m-B-04573. .

## Imagini din interior

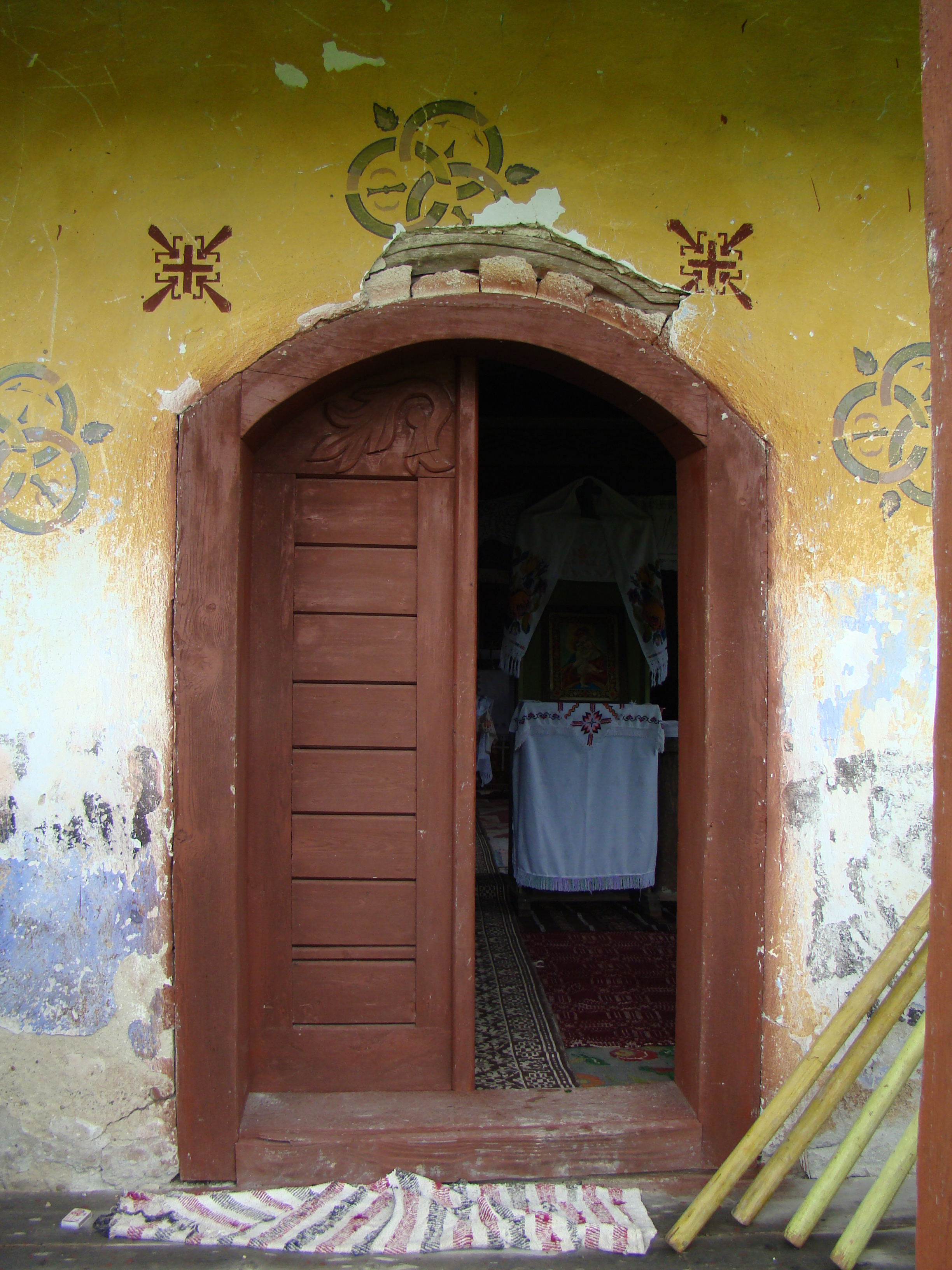
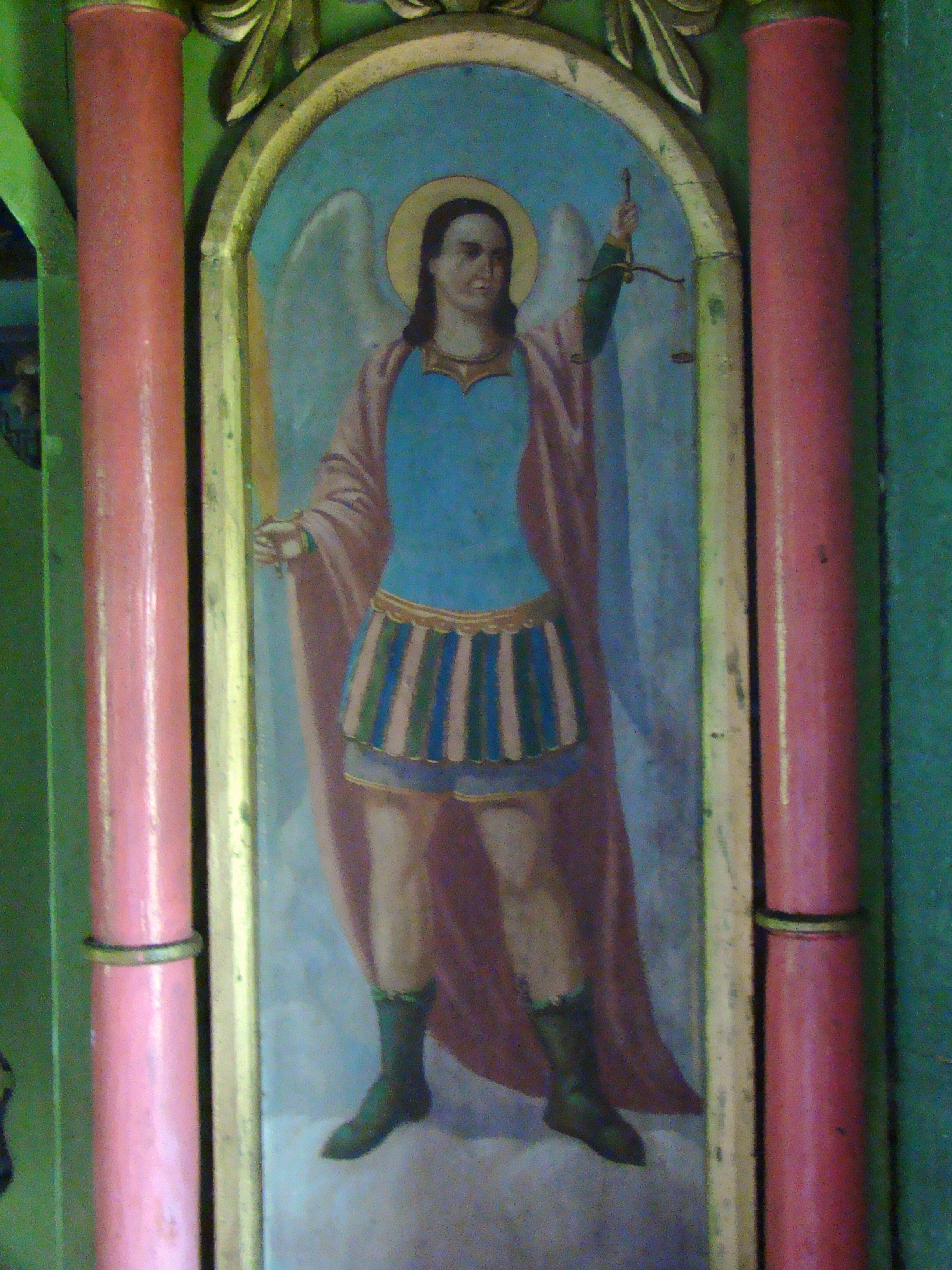
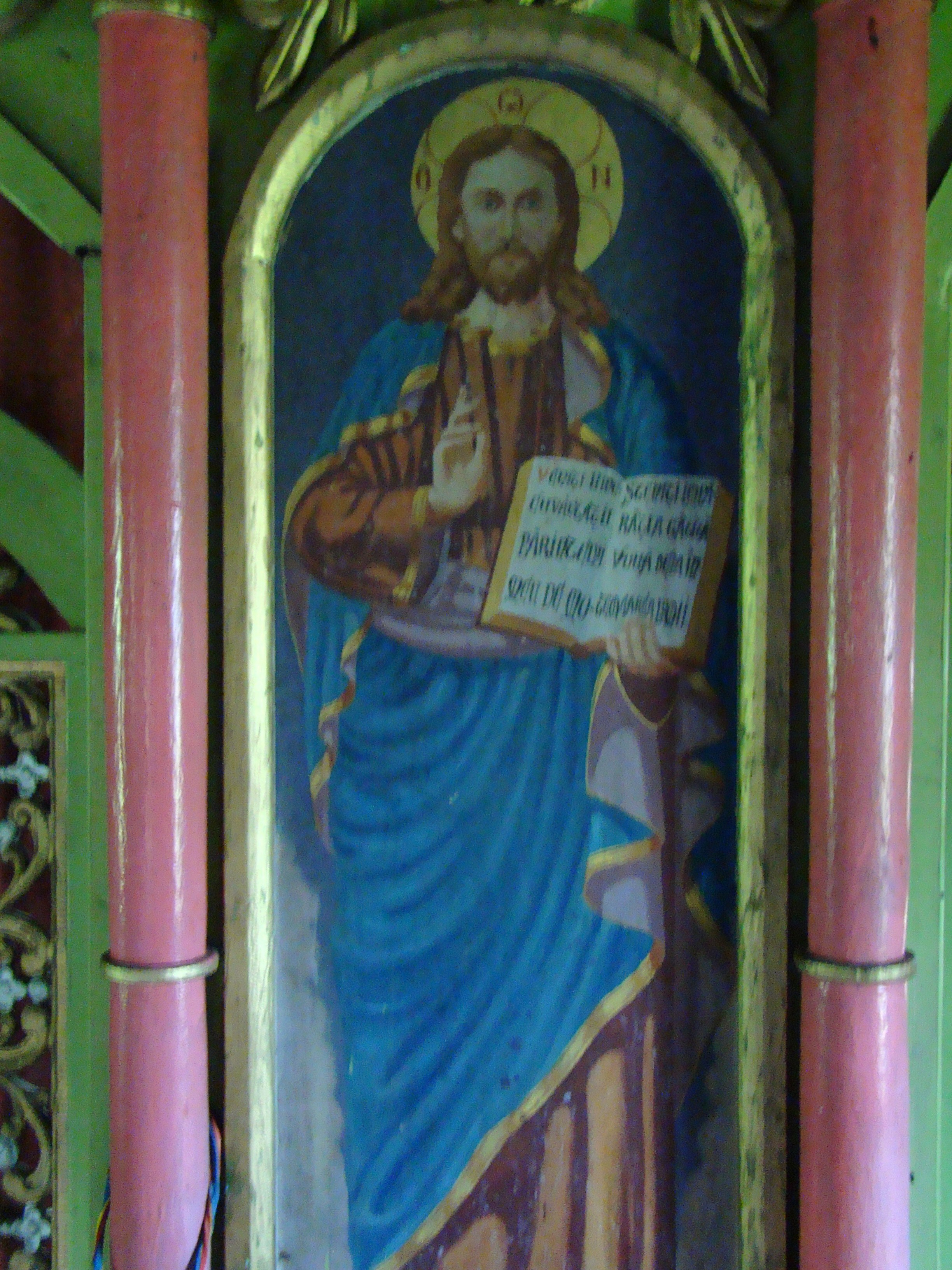
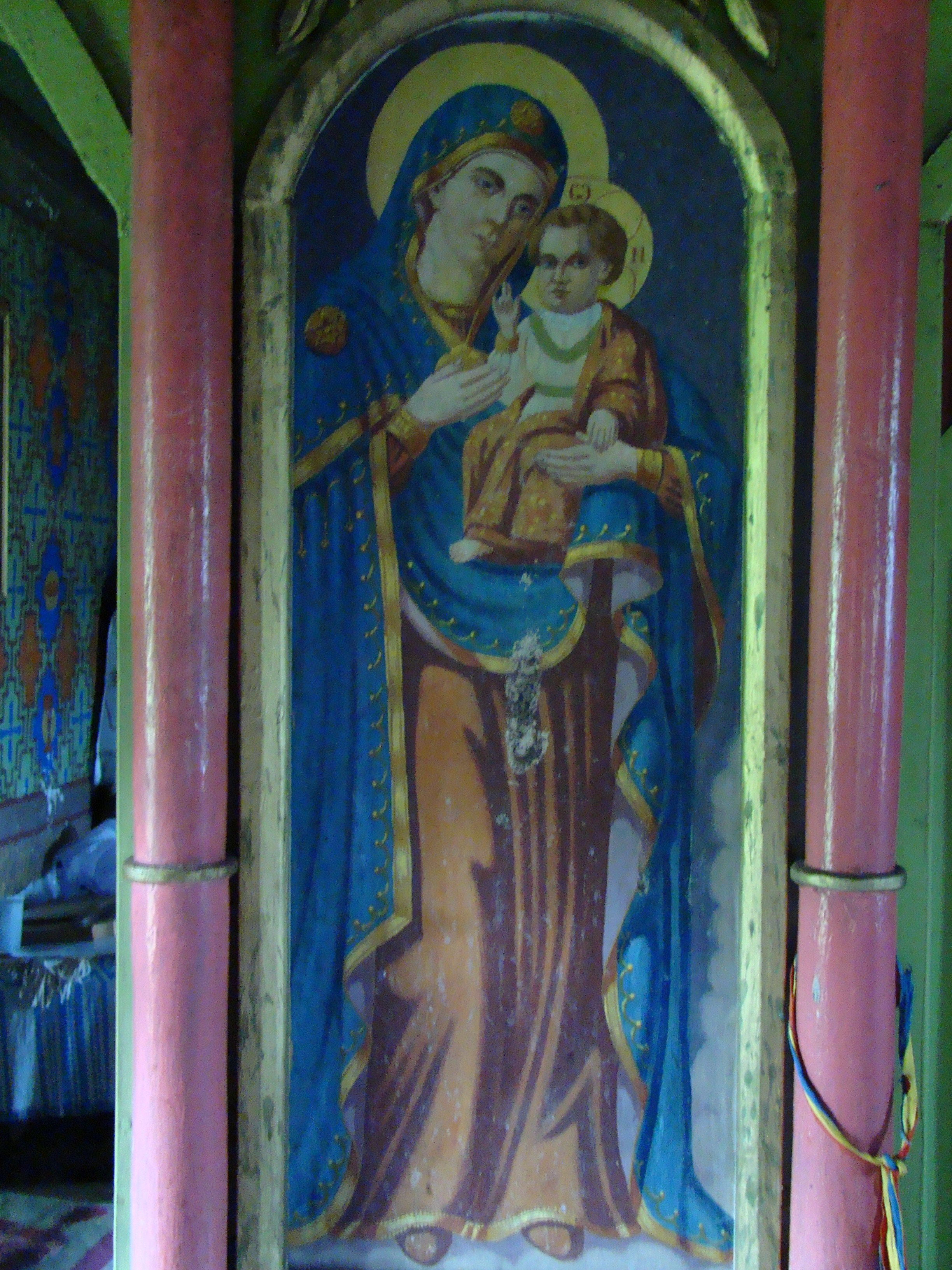
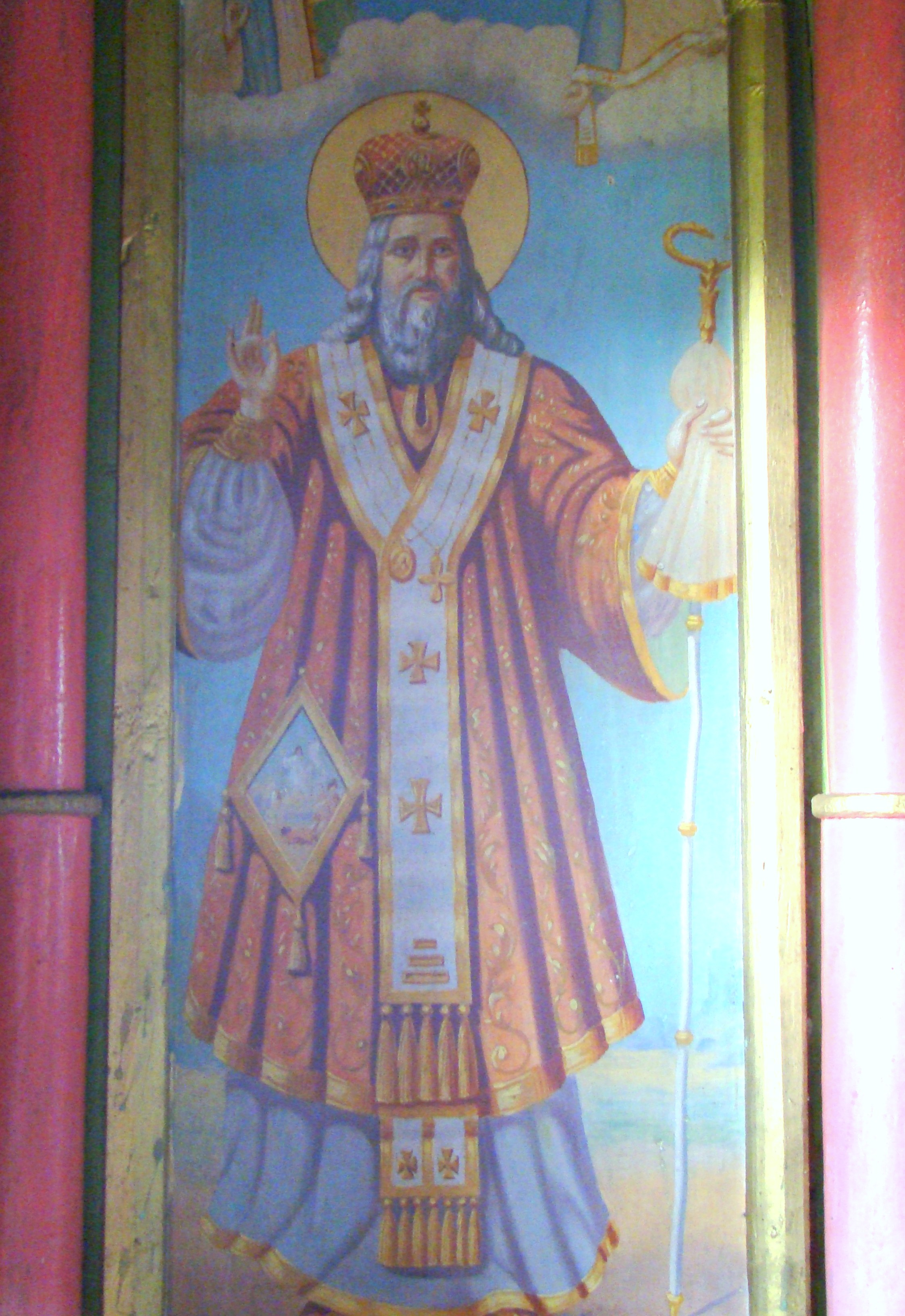
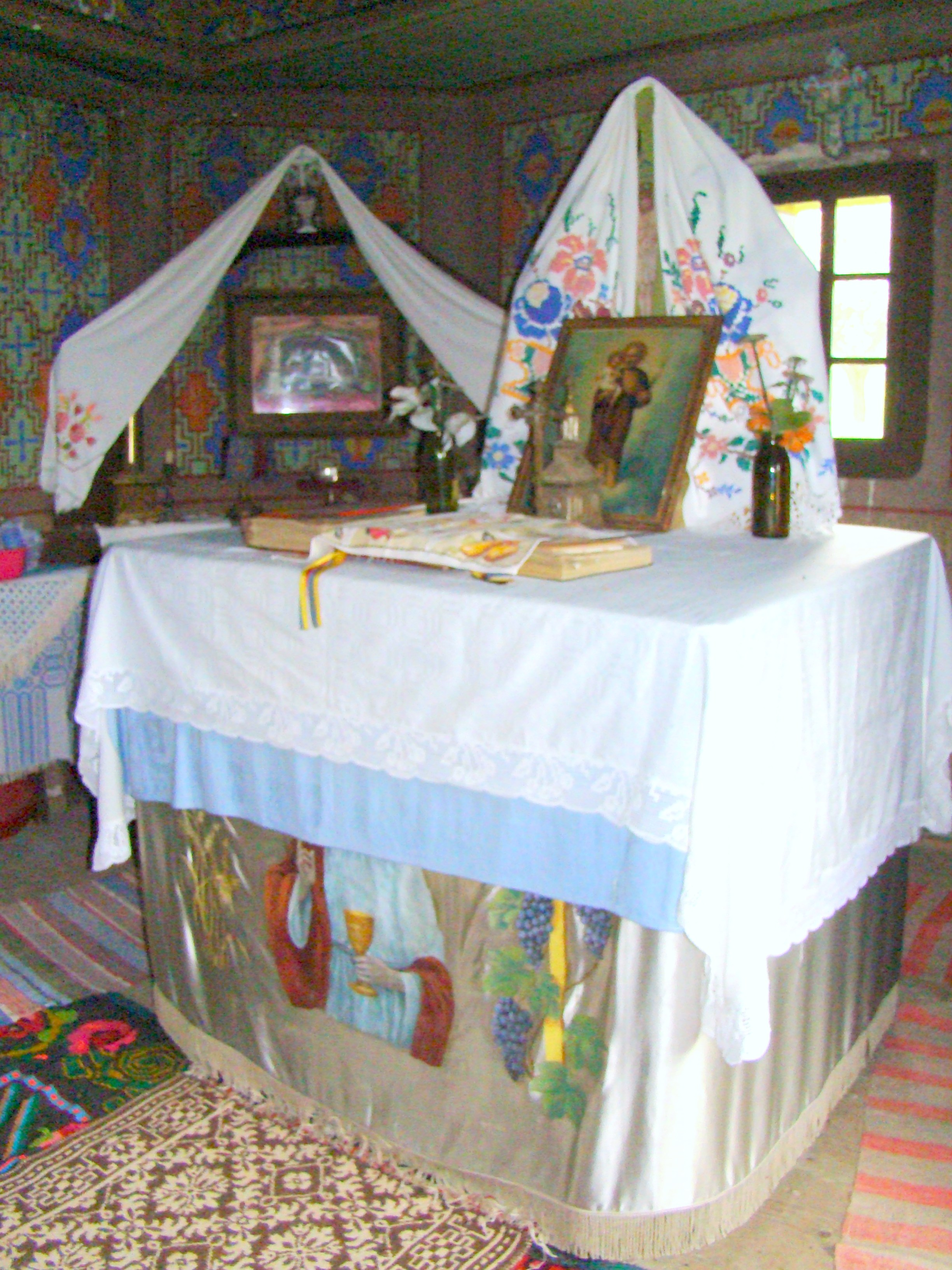
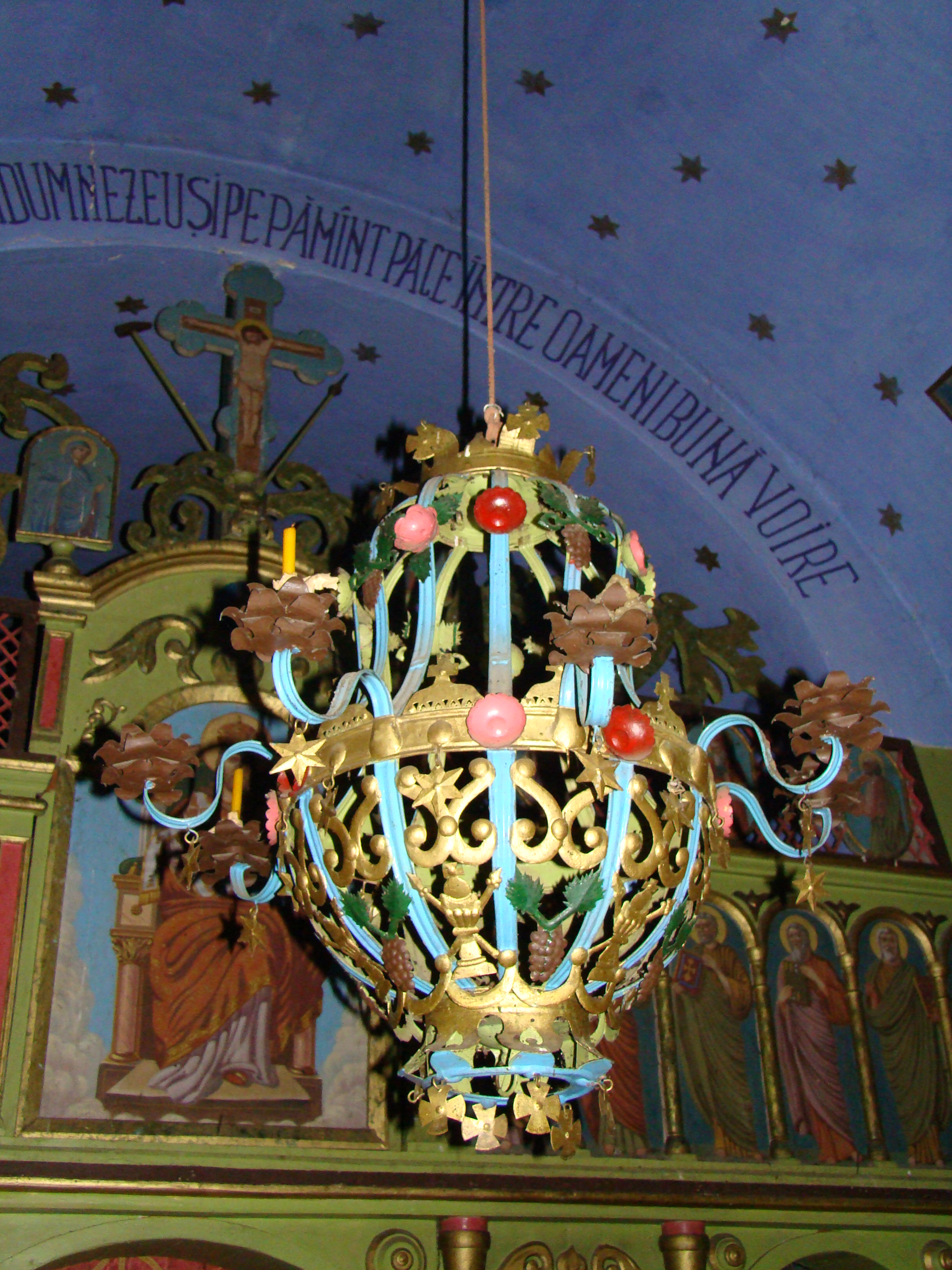
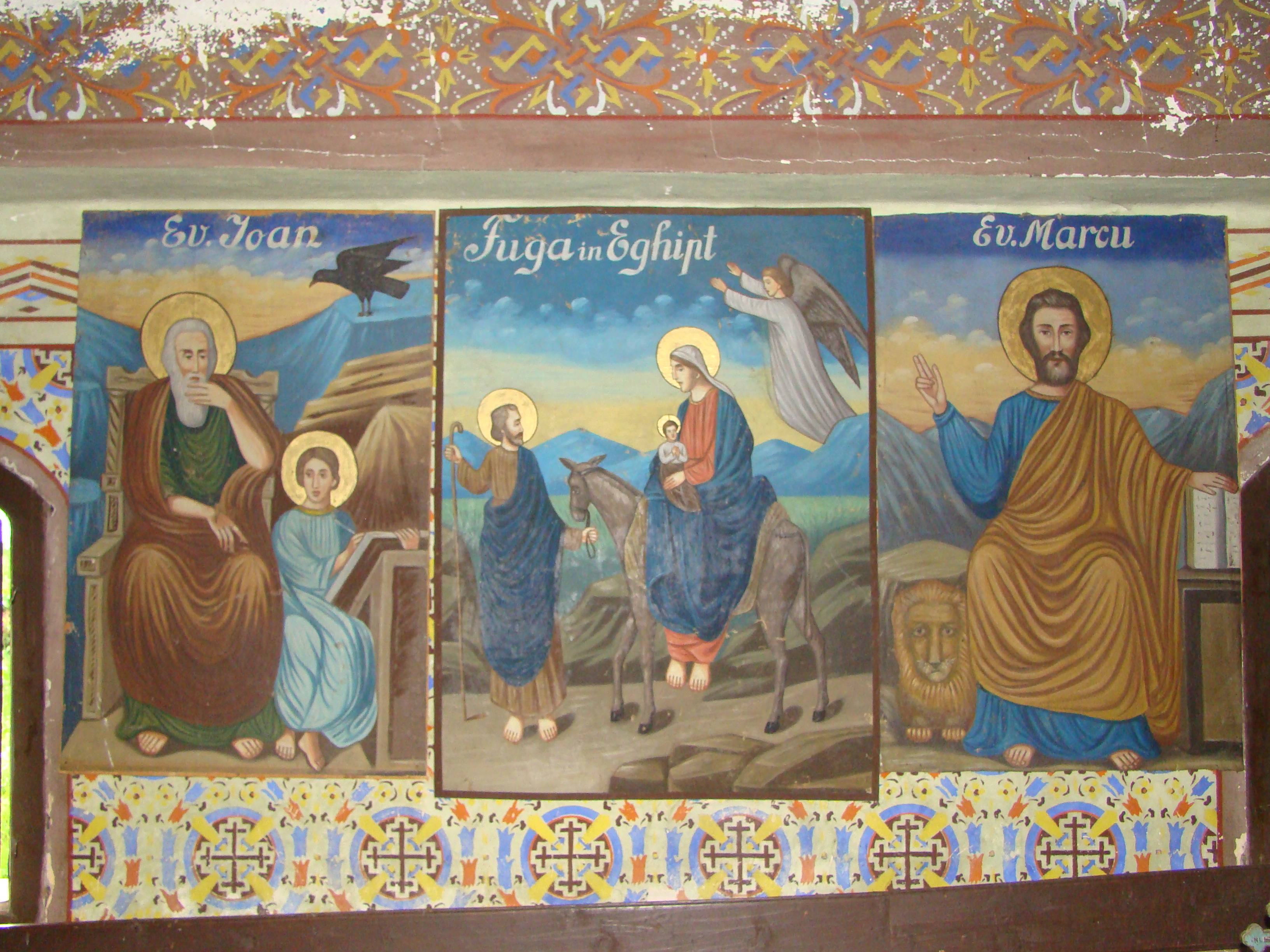
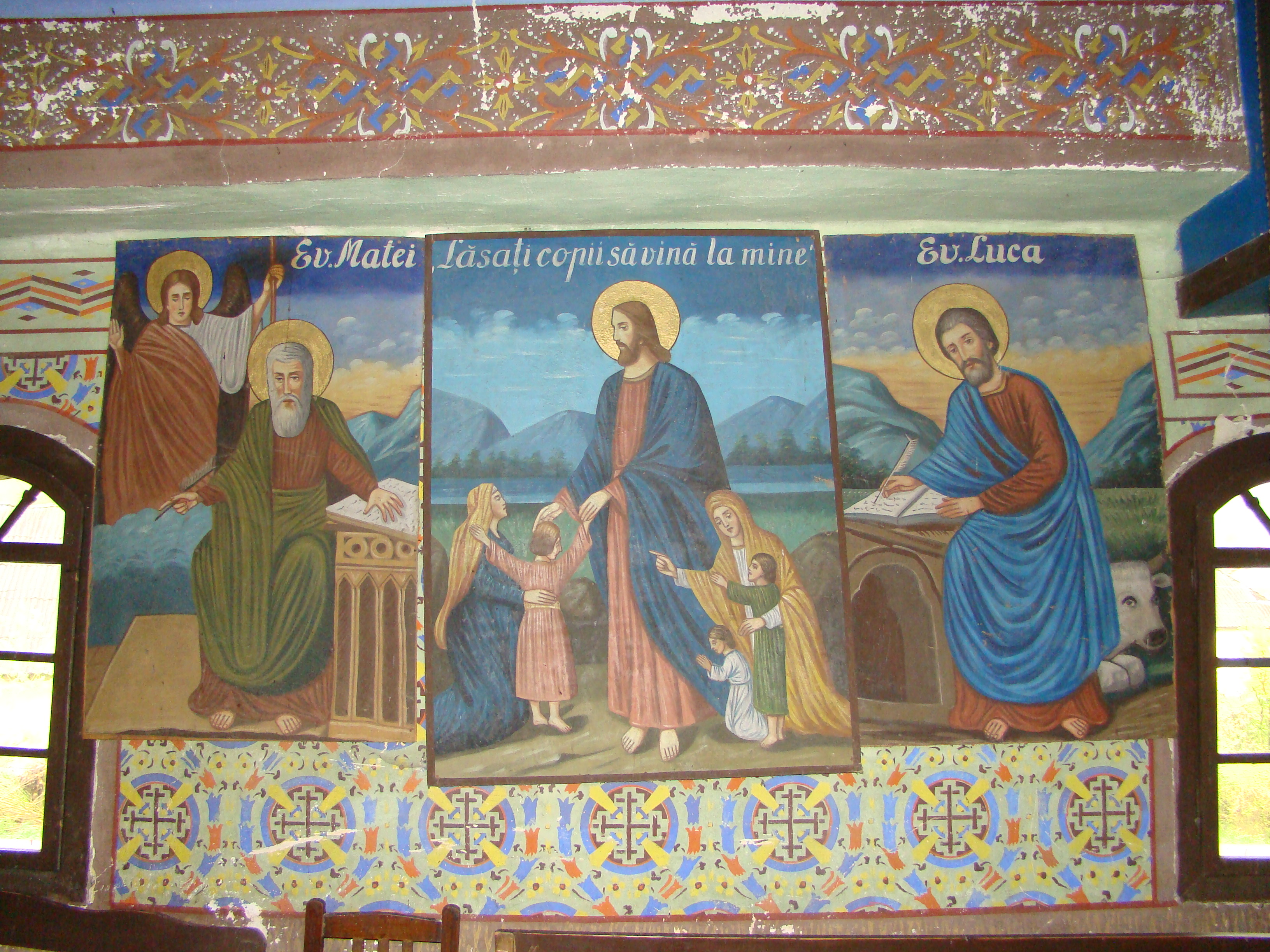
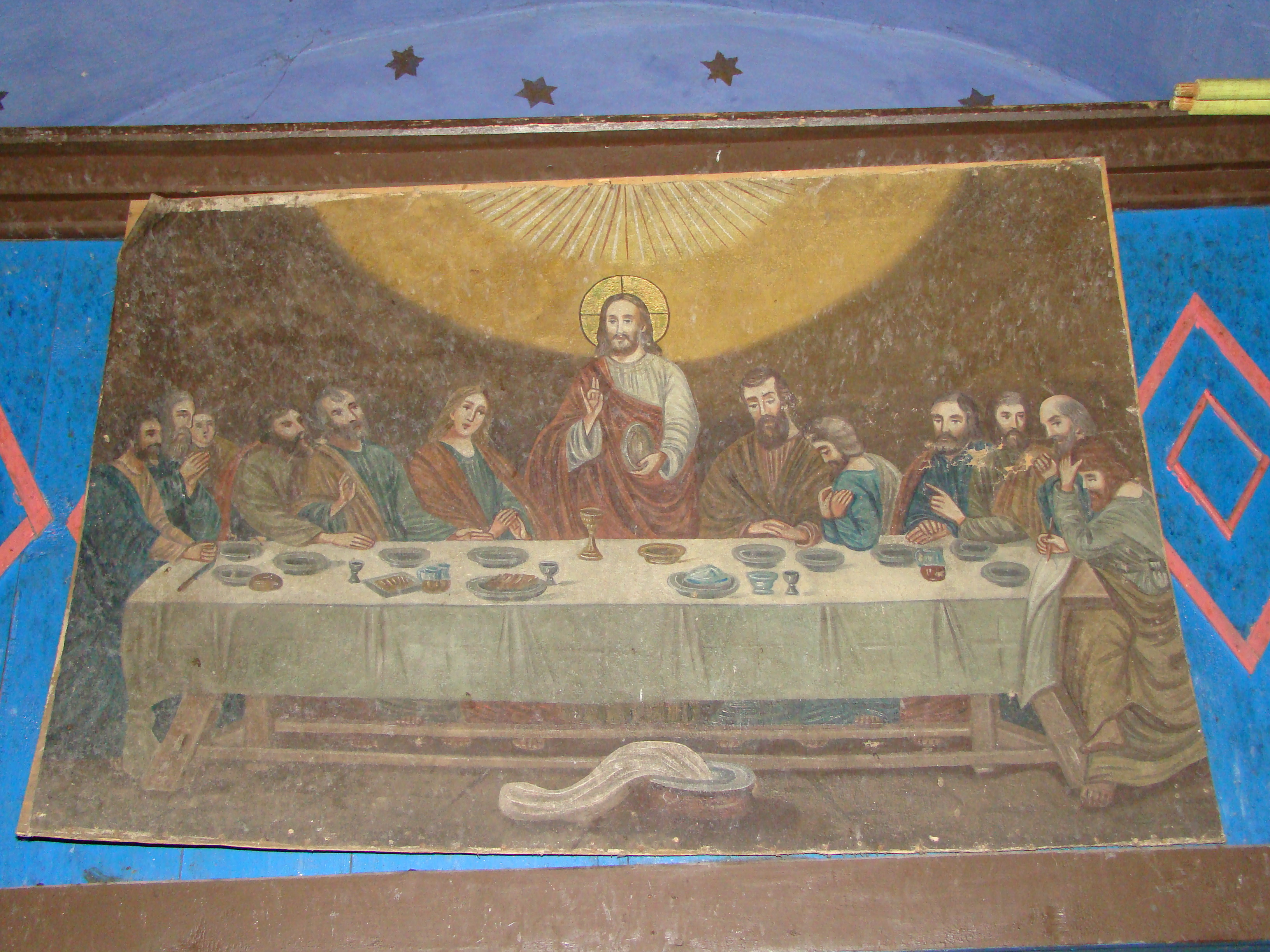
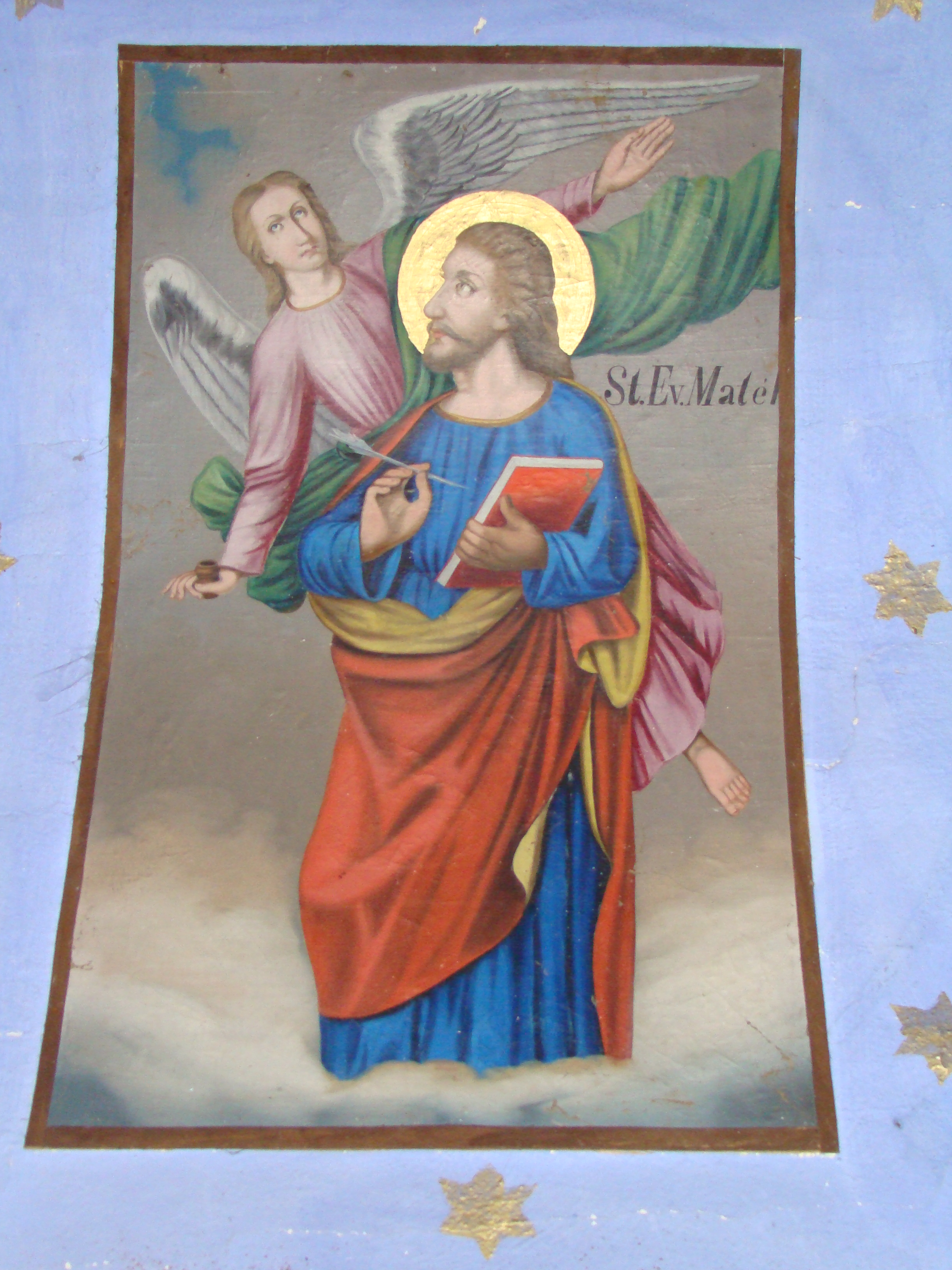
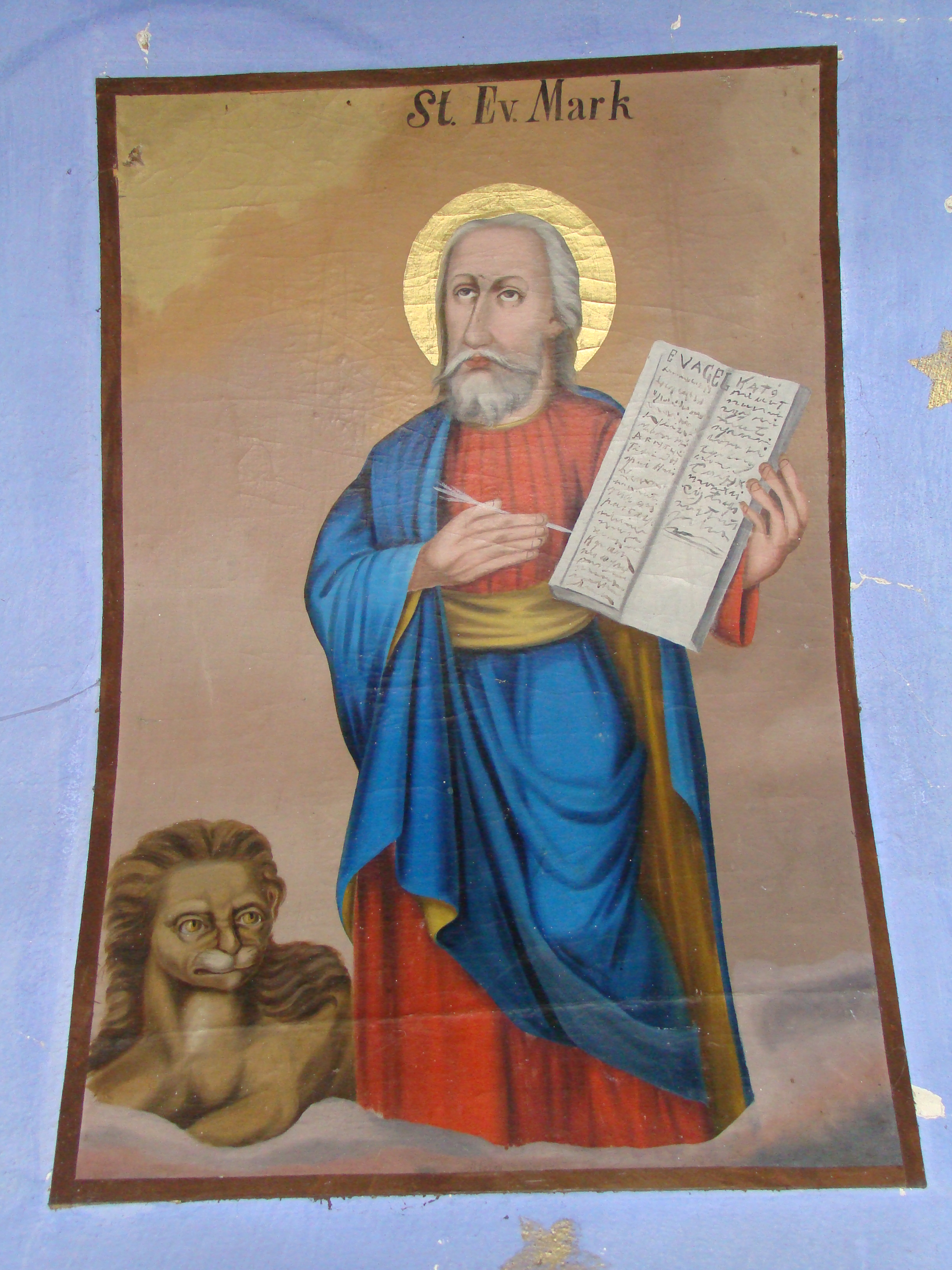
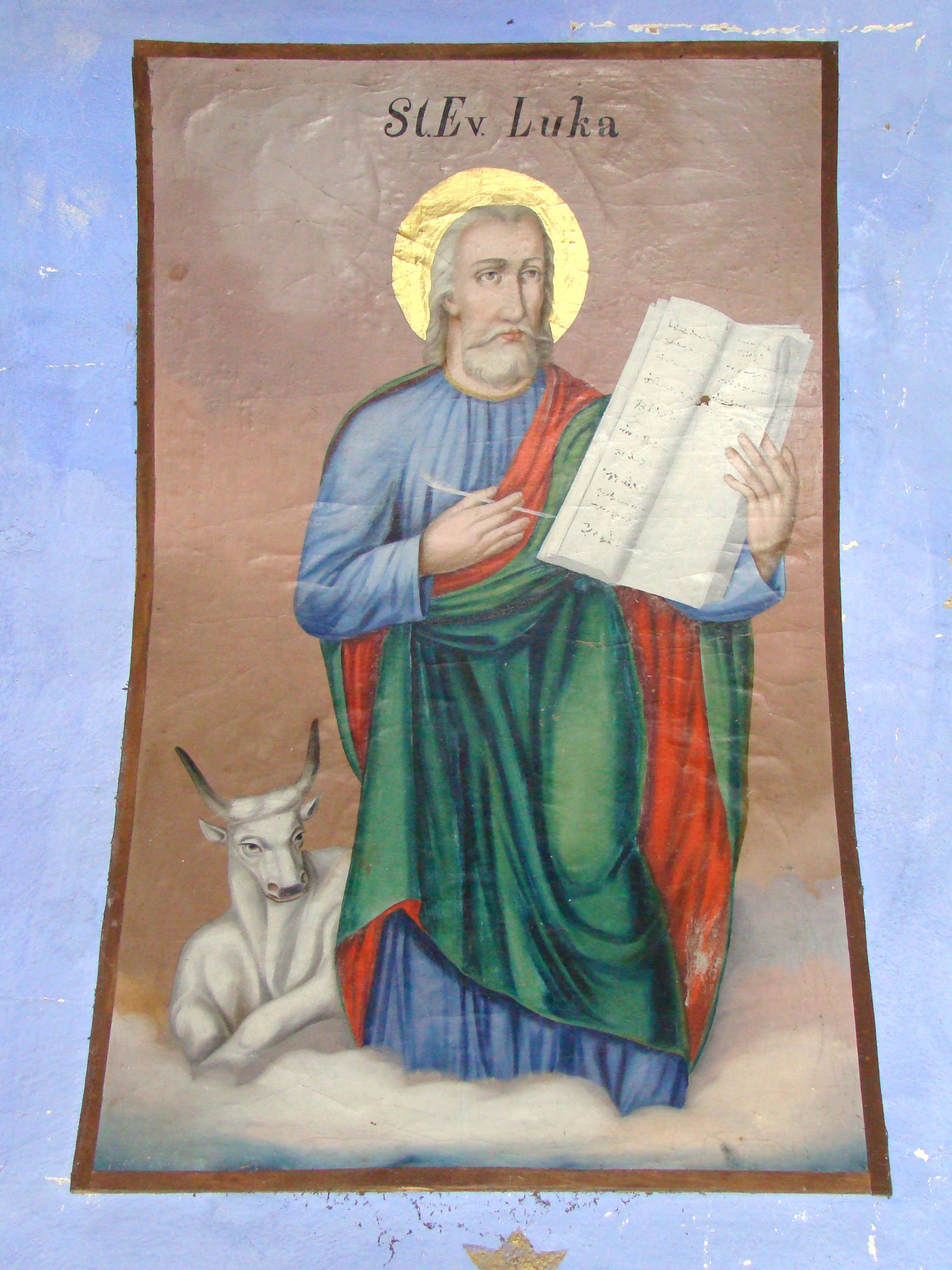
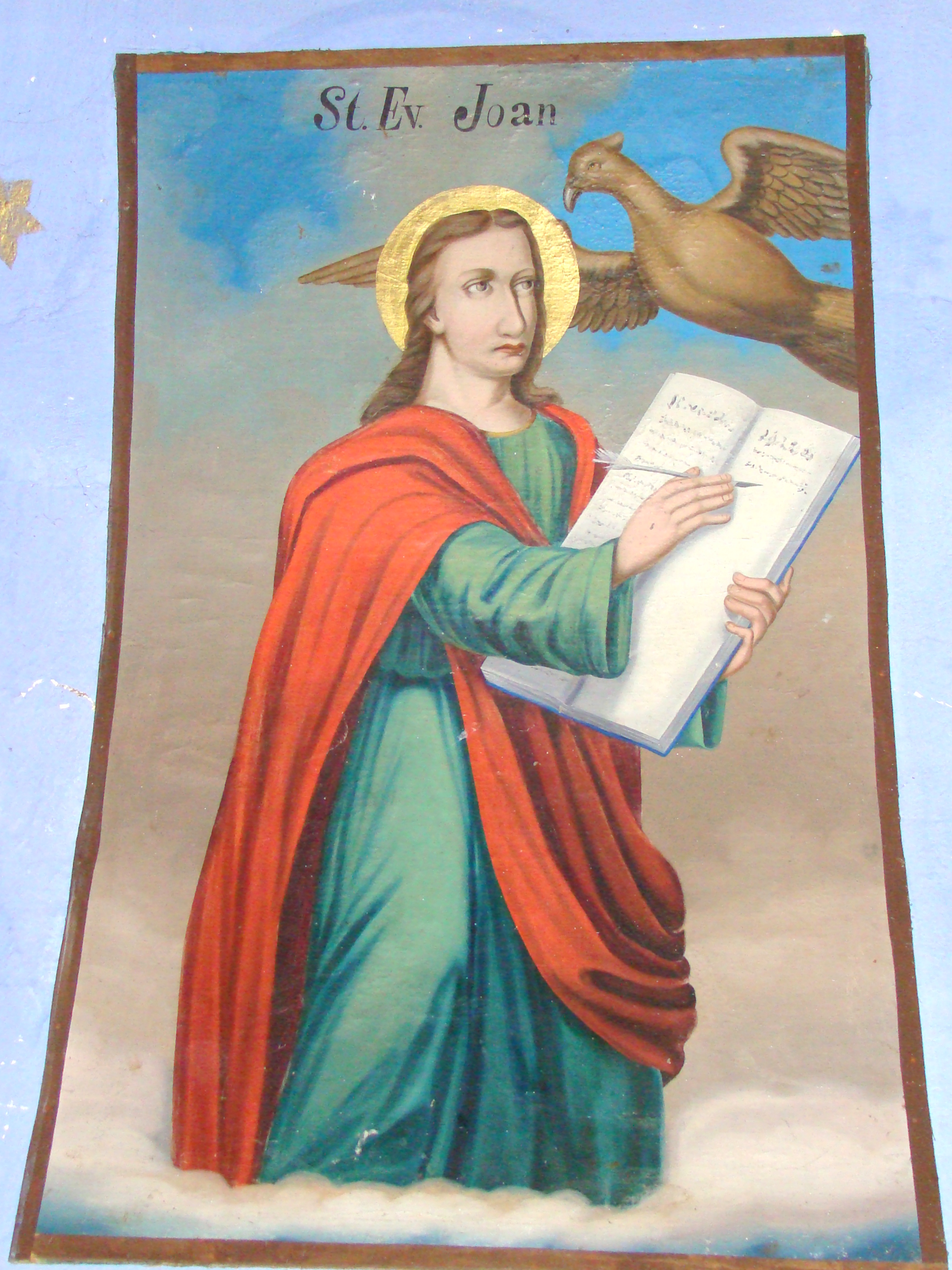
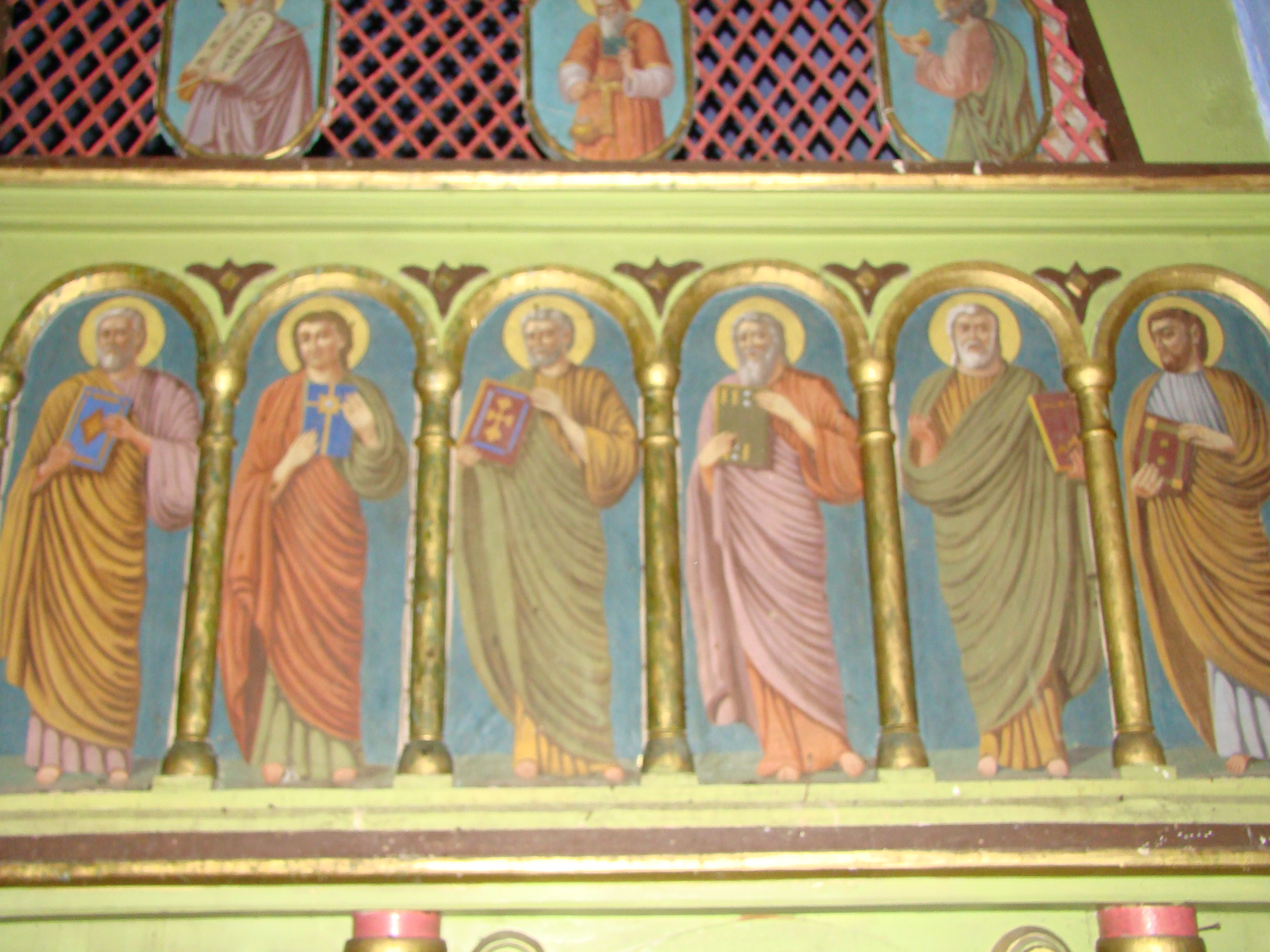
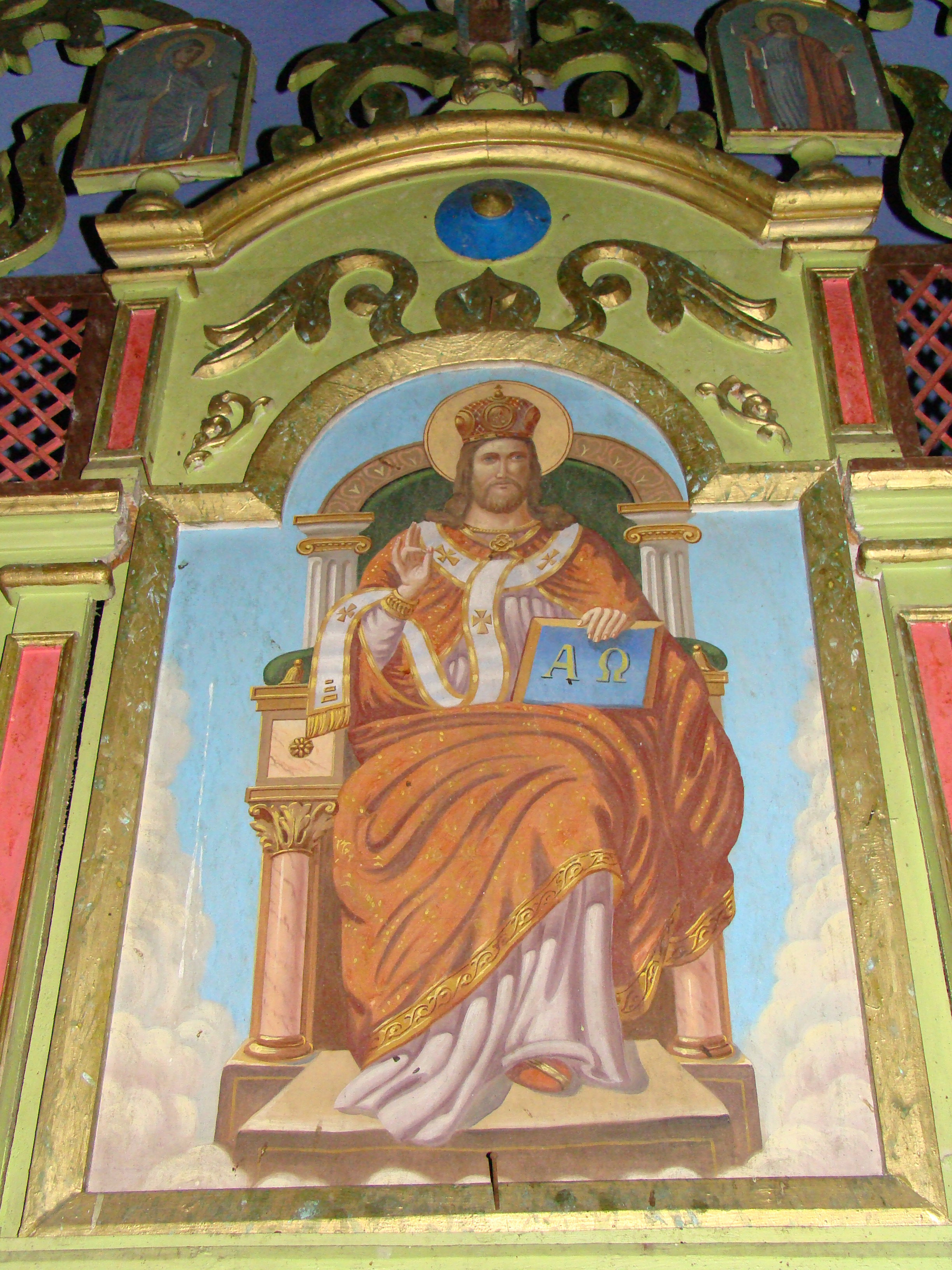
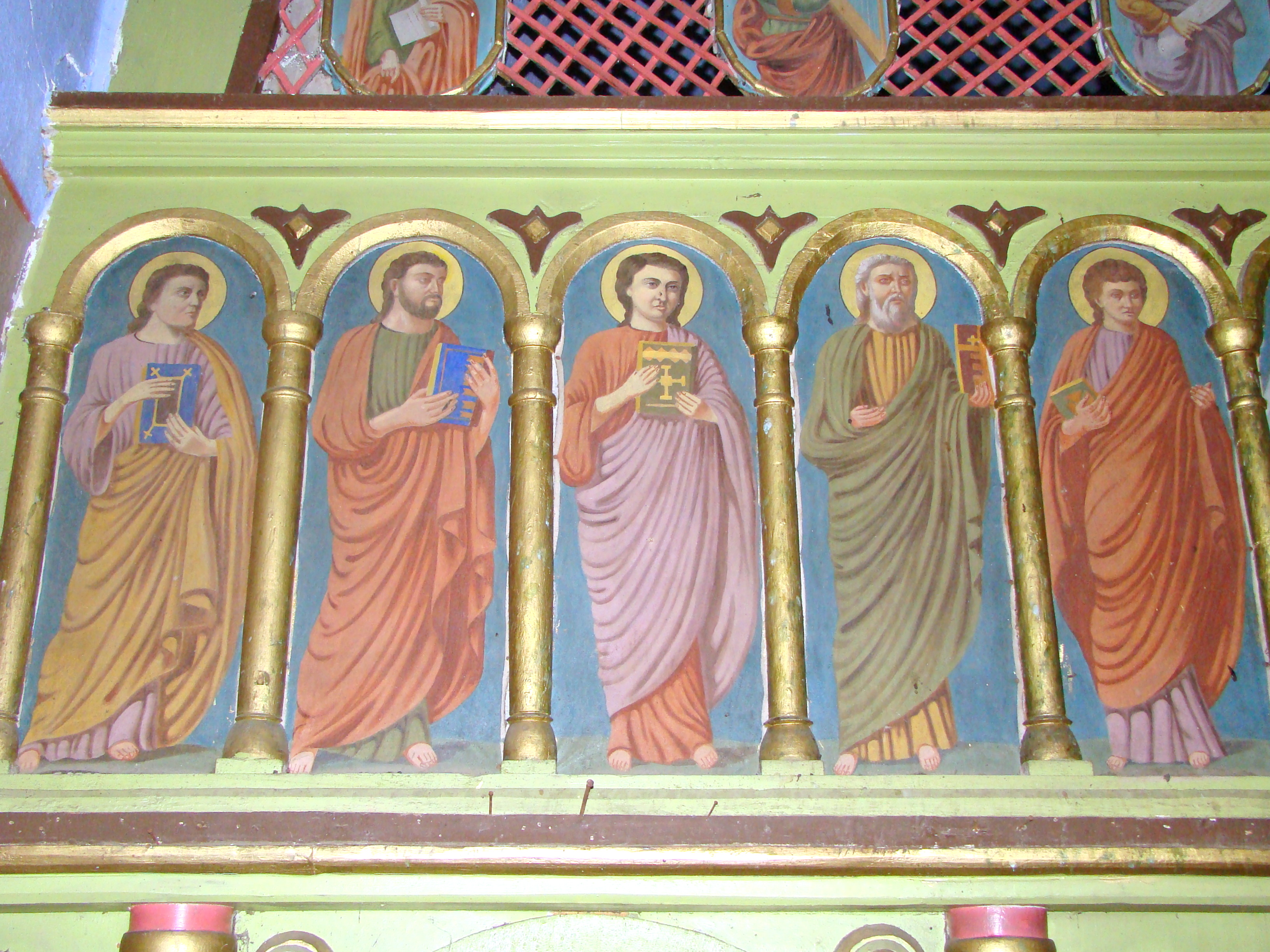
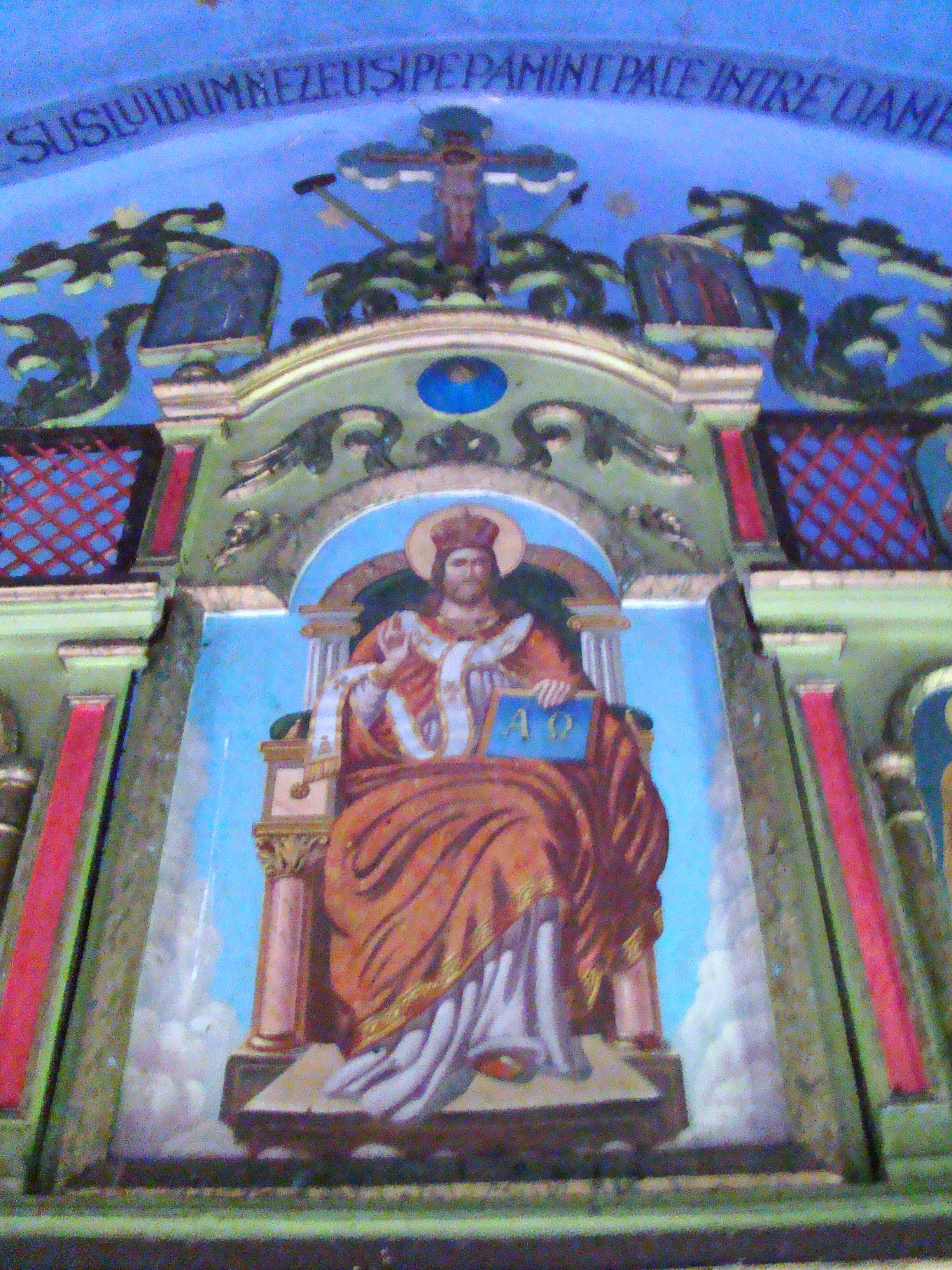
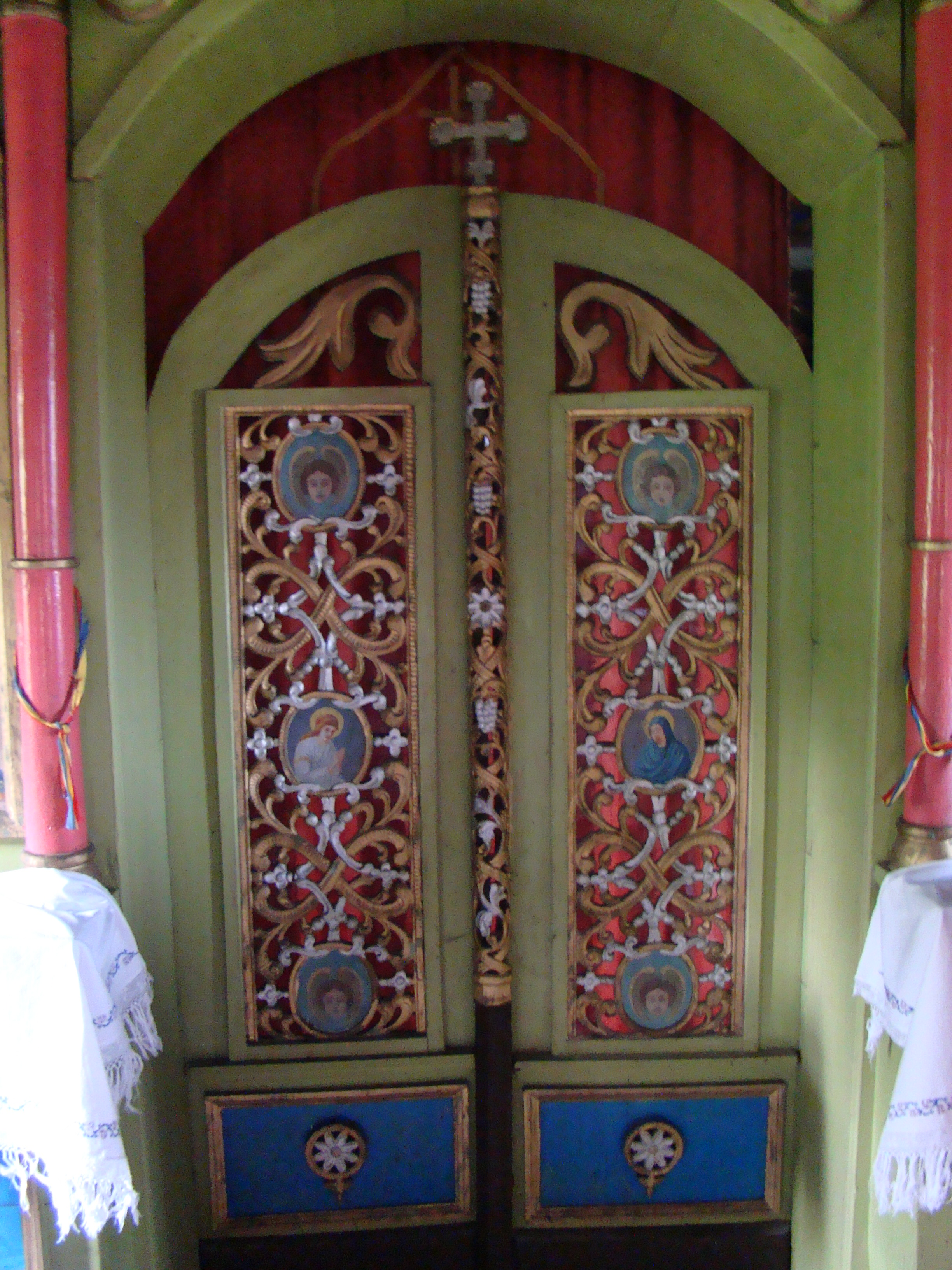
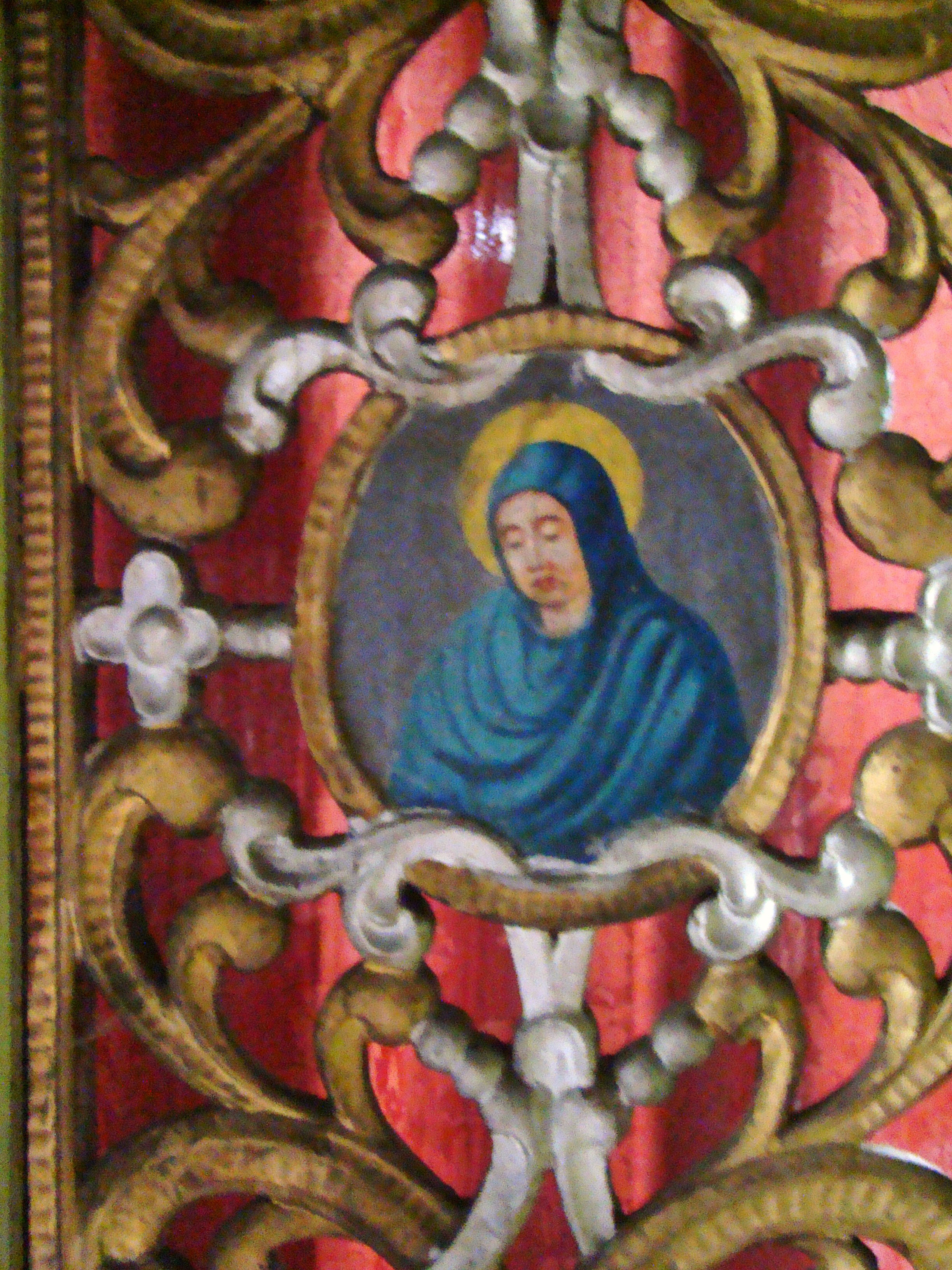
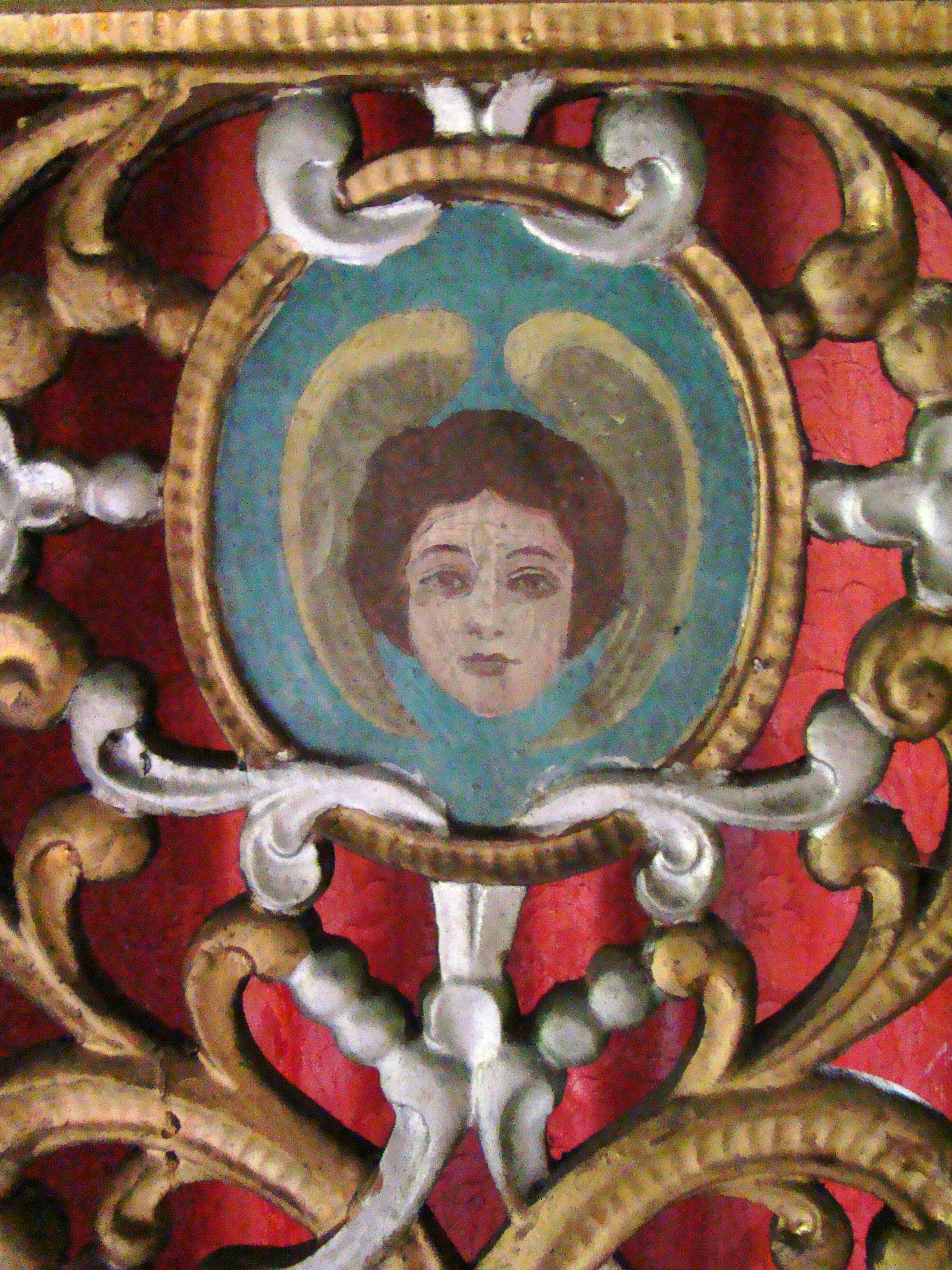
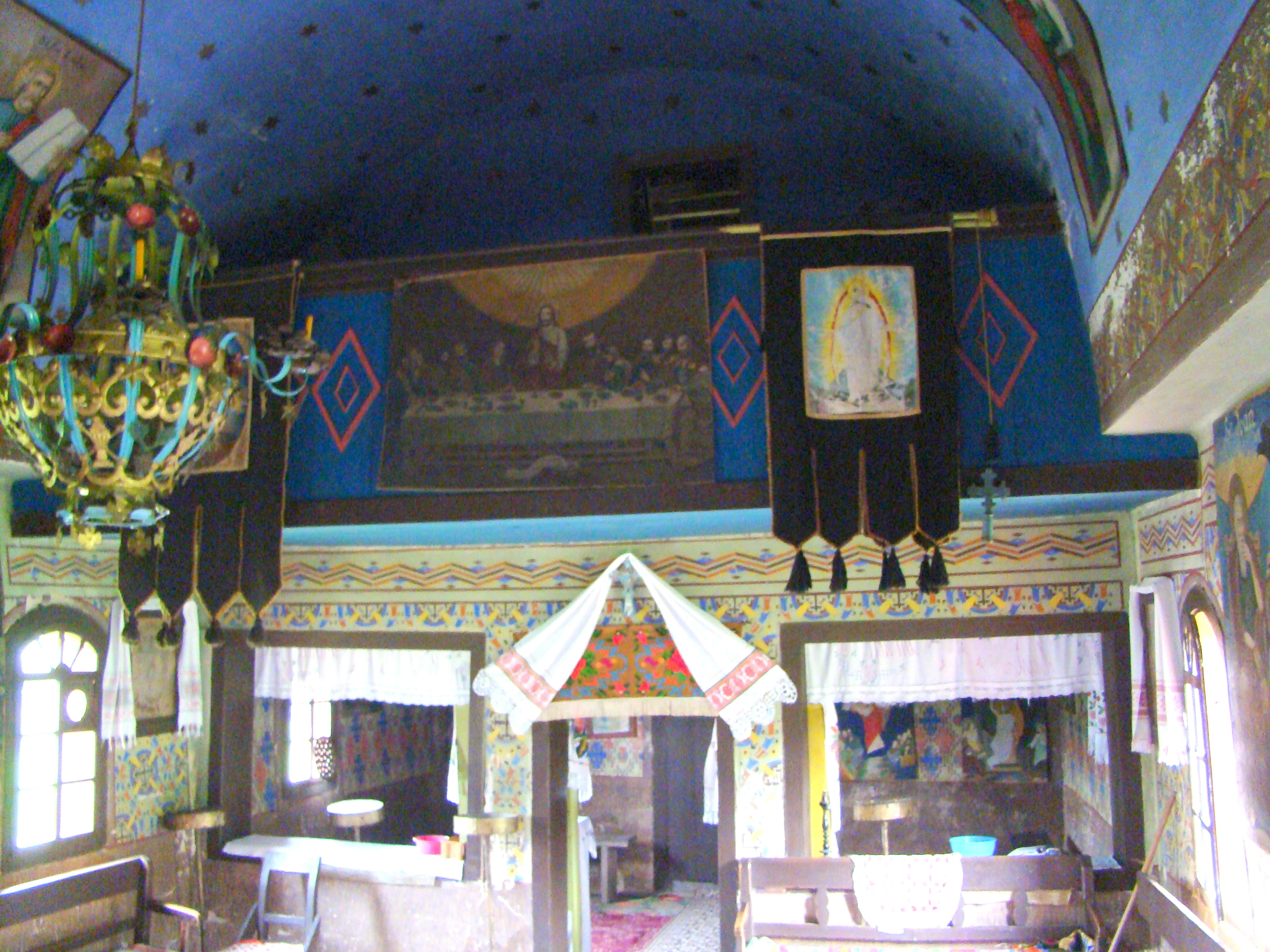
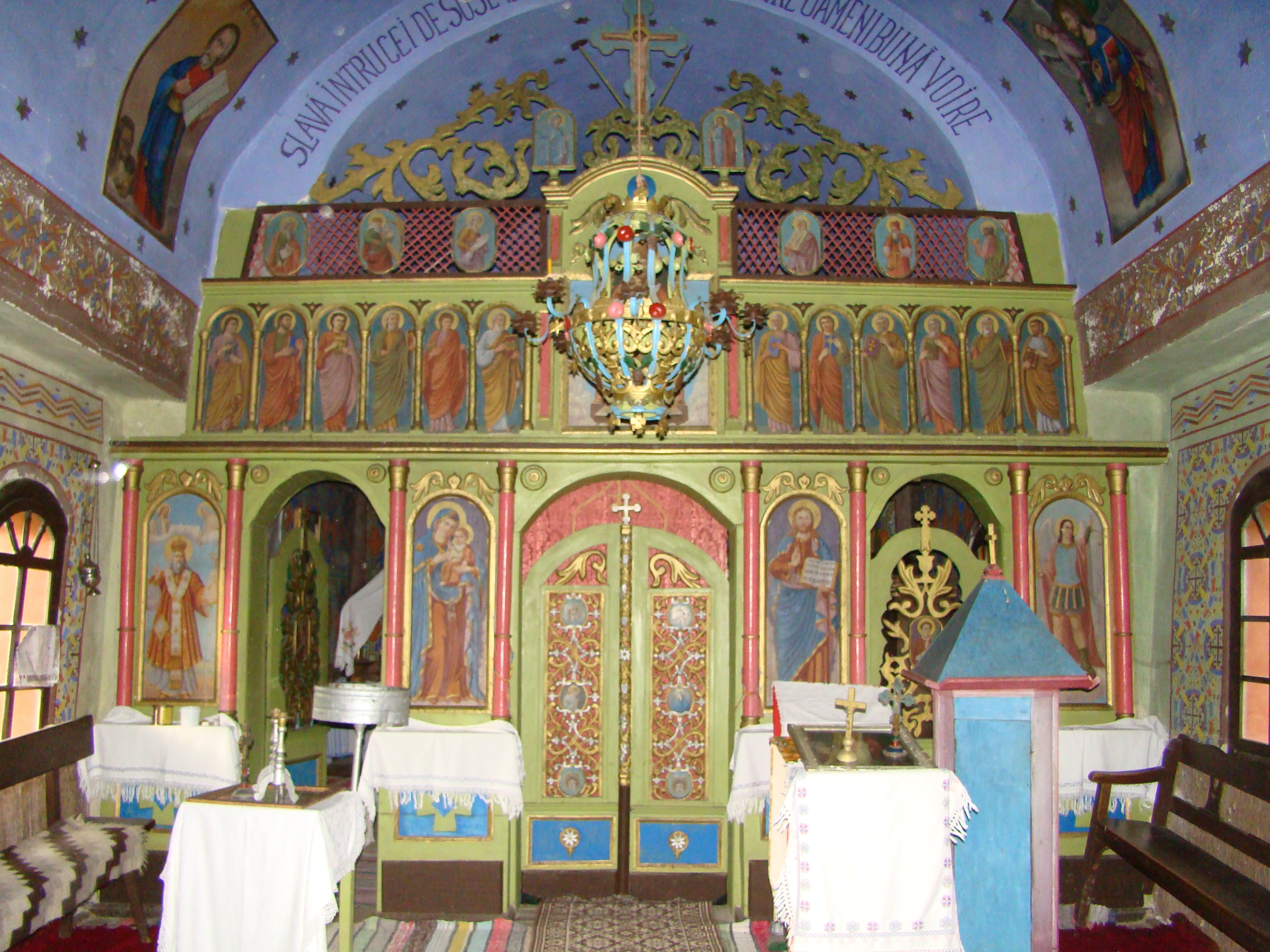
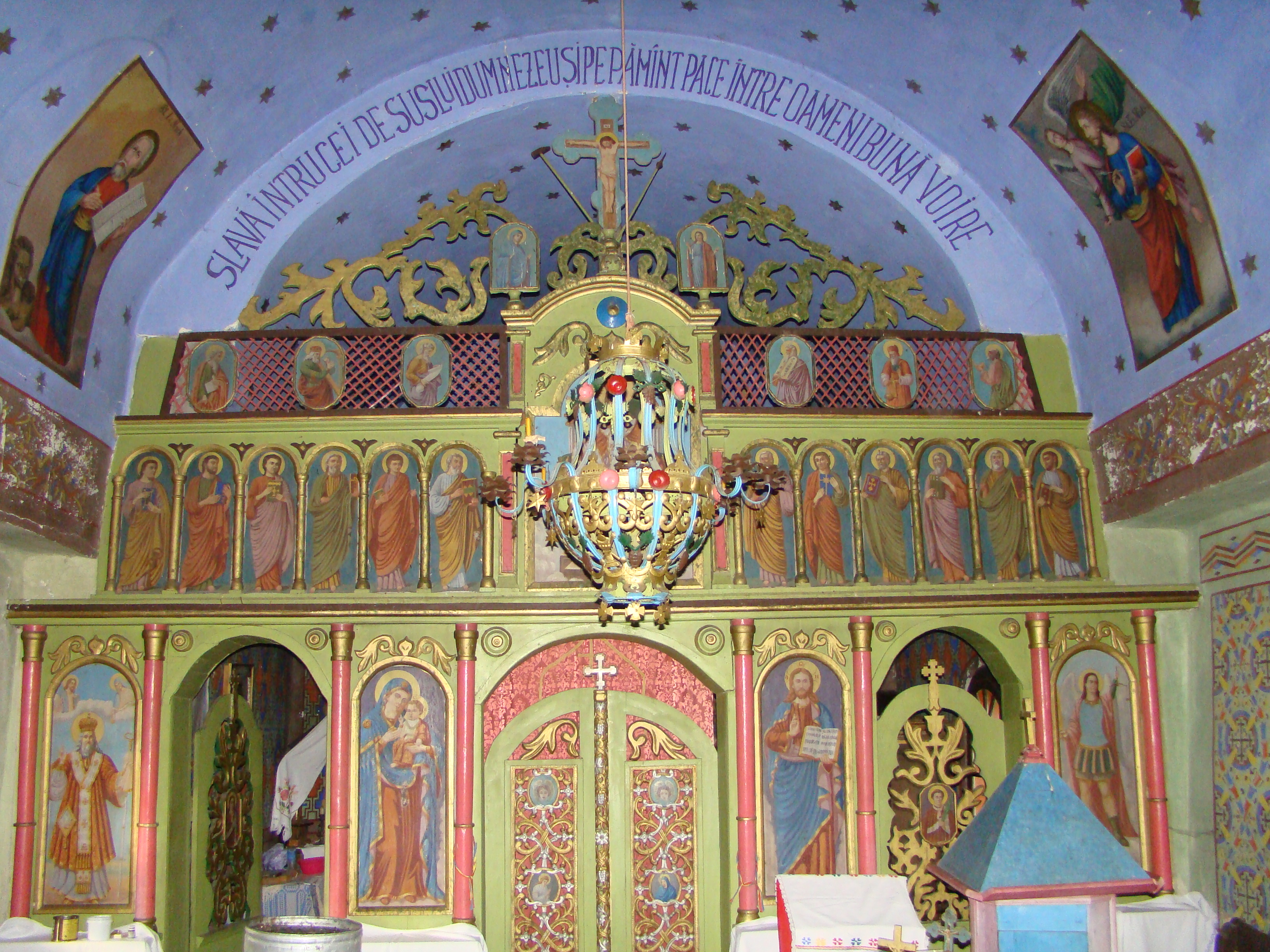

## Imagini din exterior

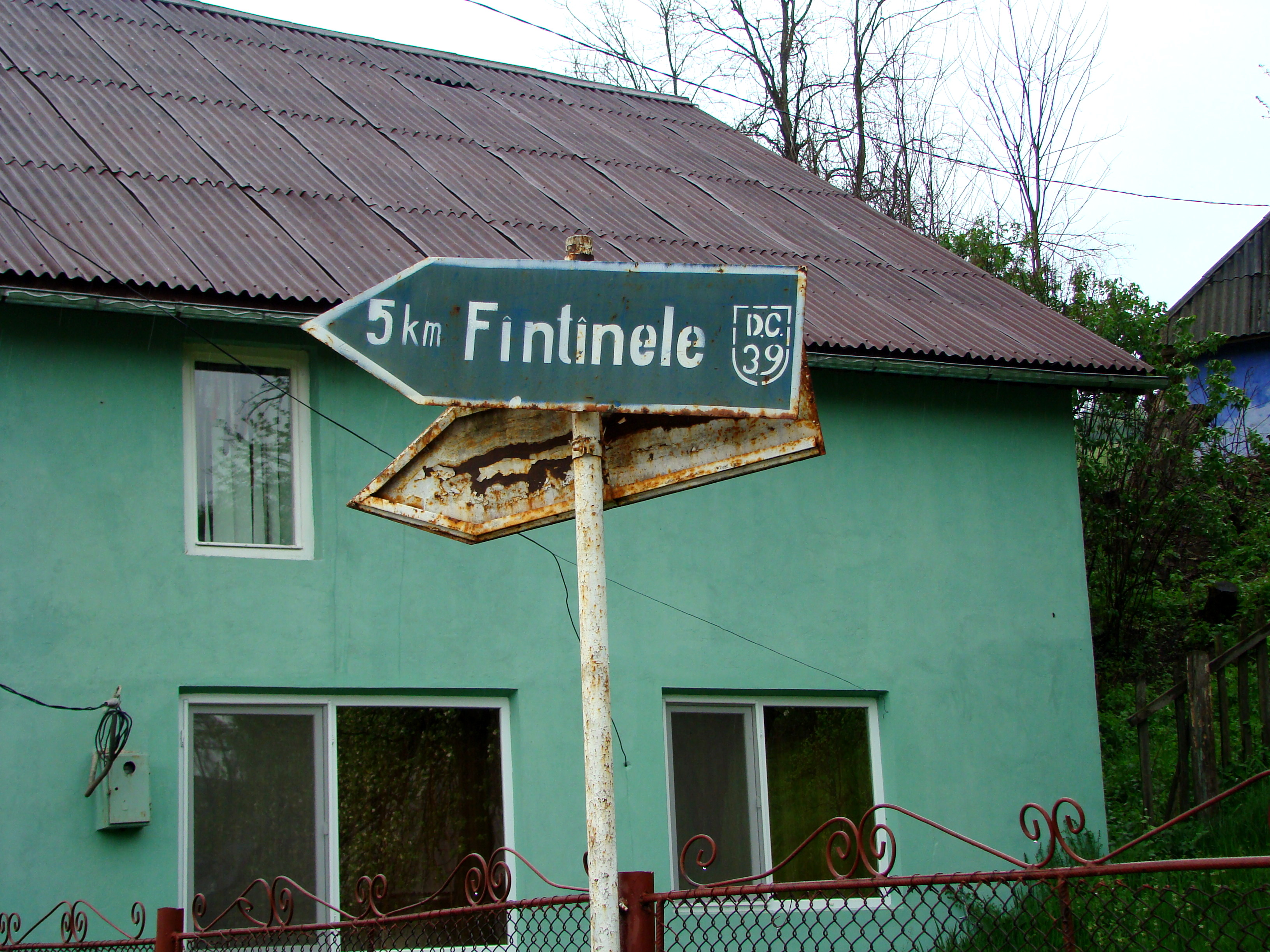
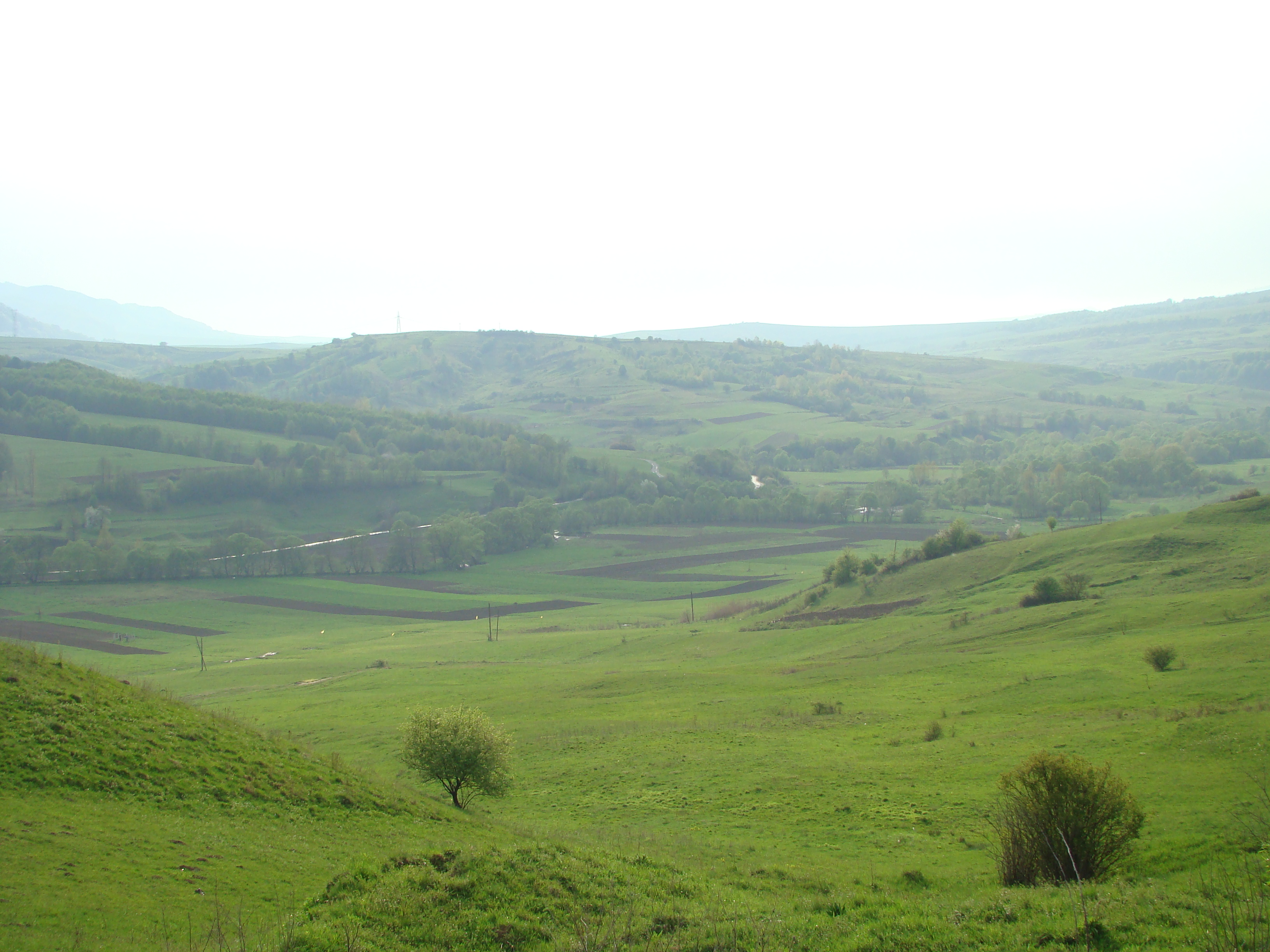
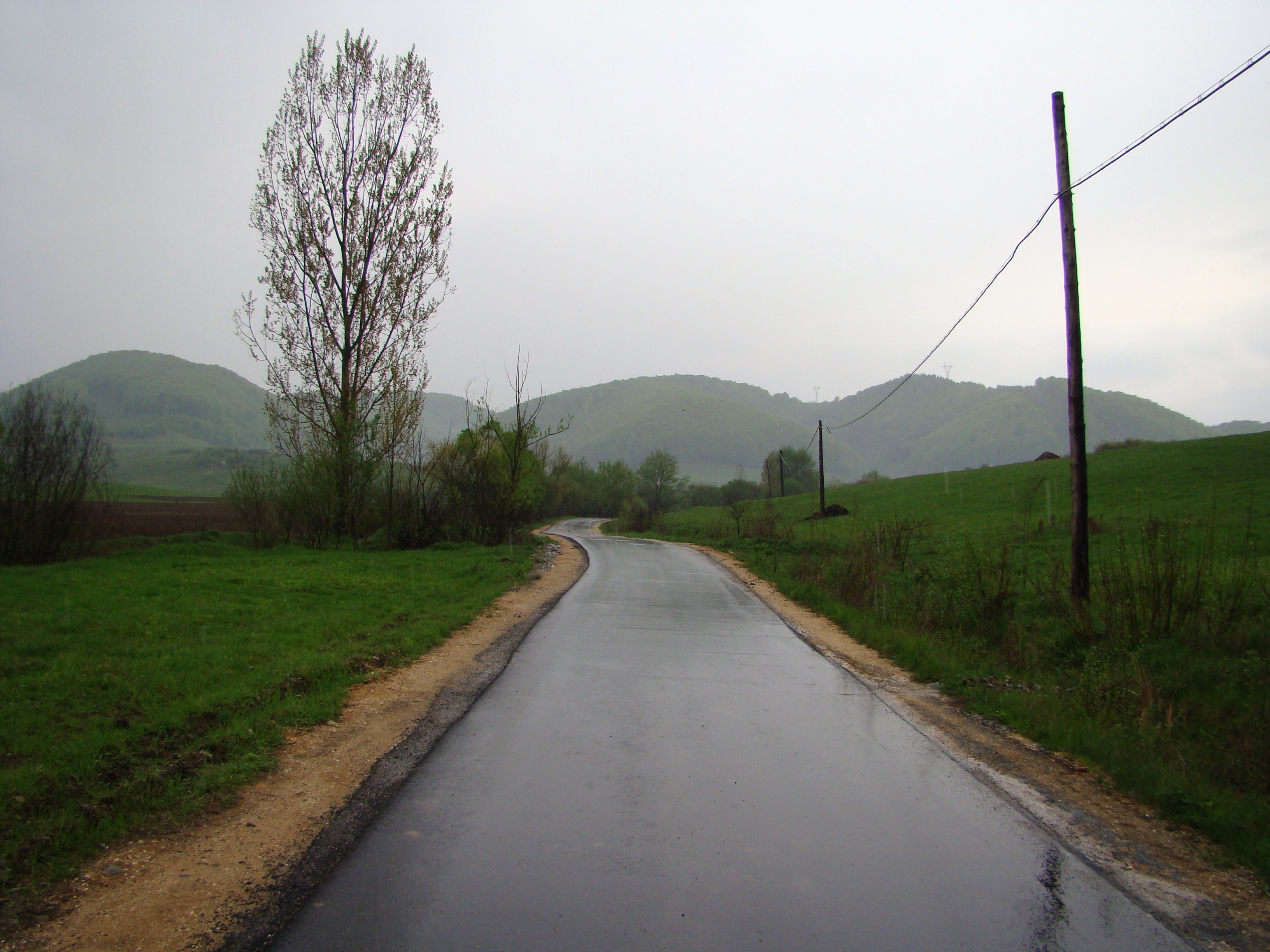
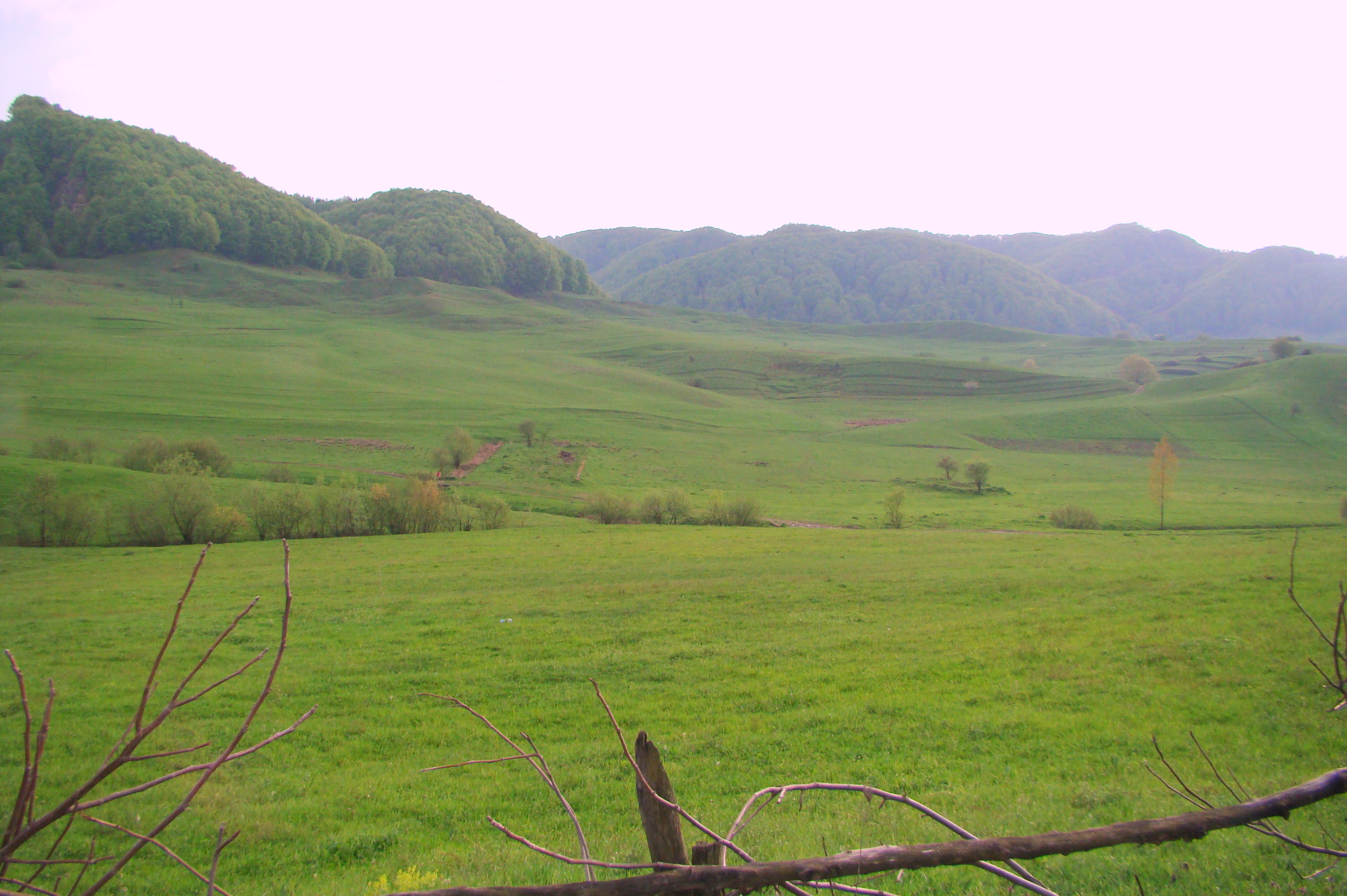
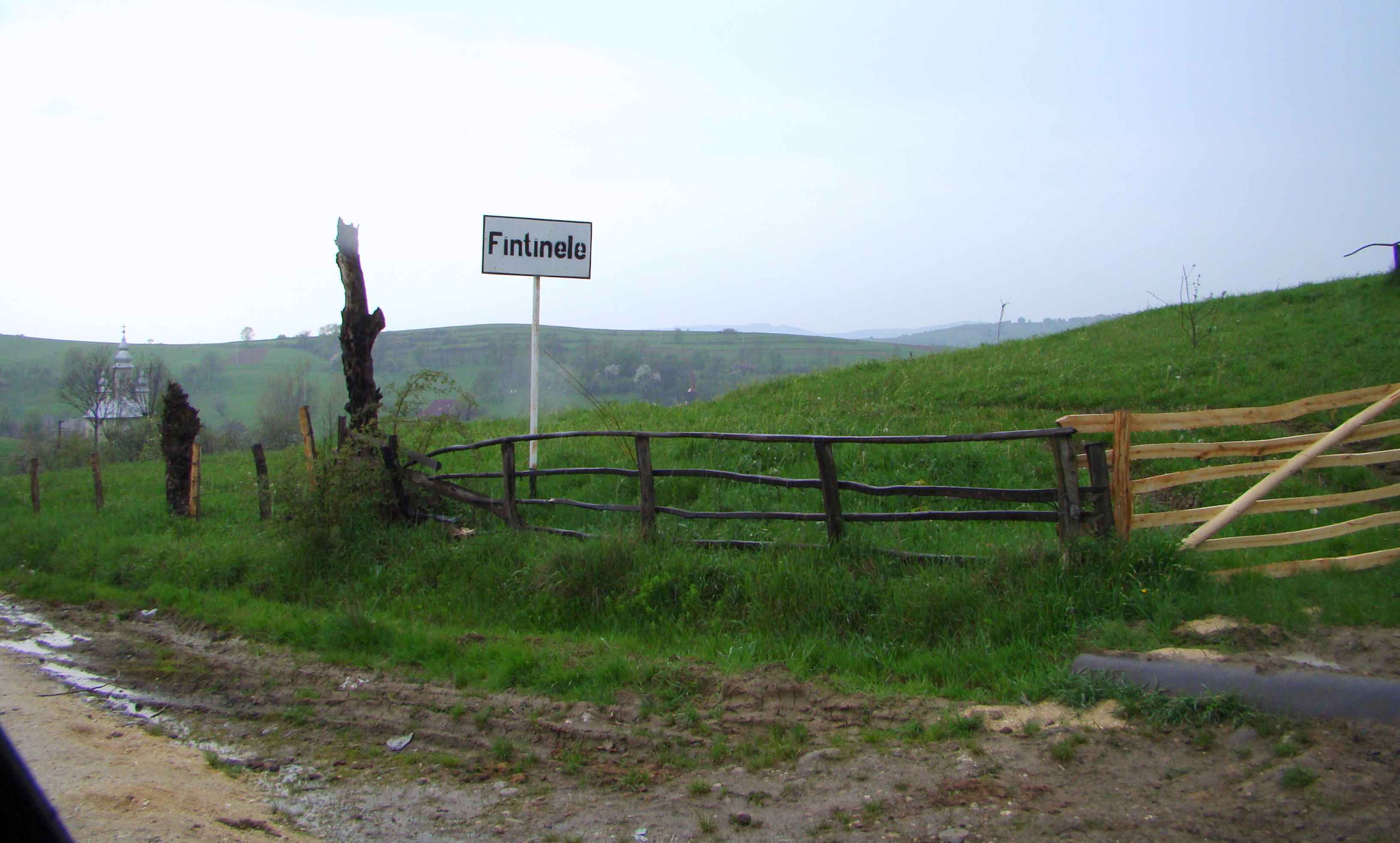
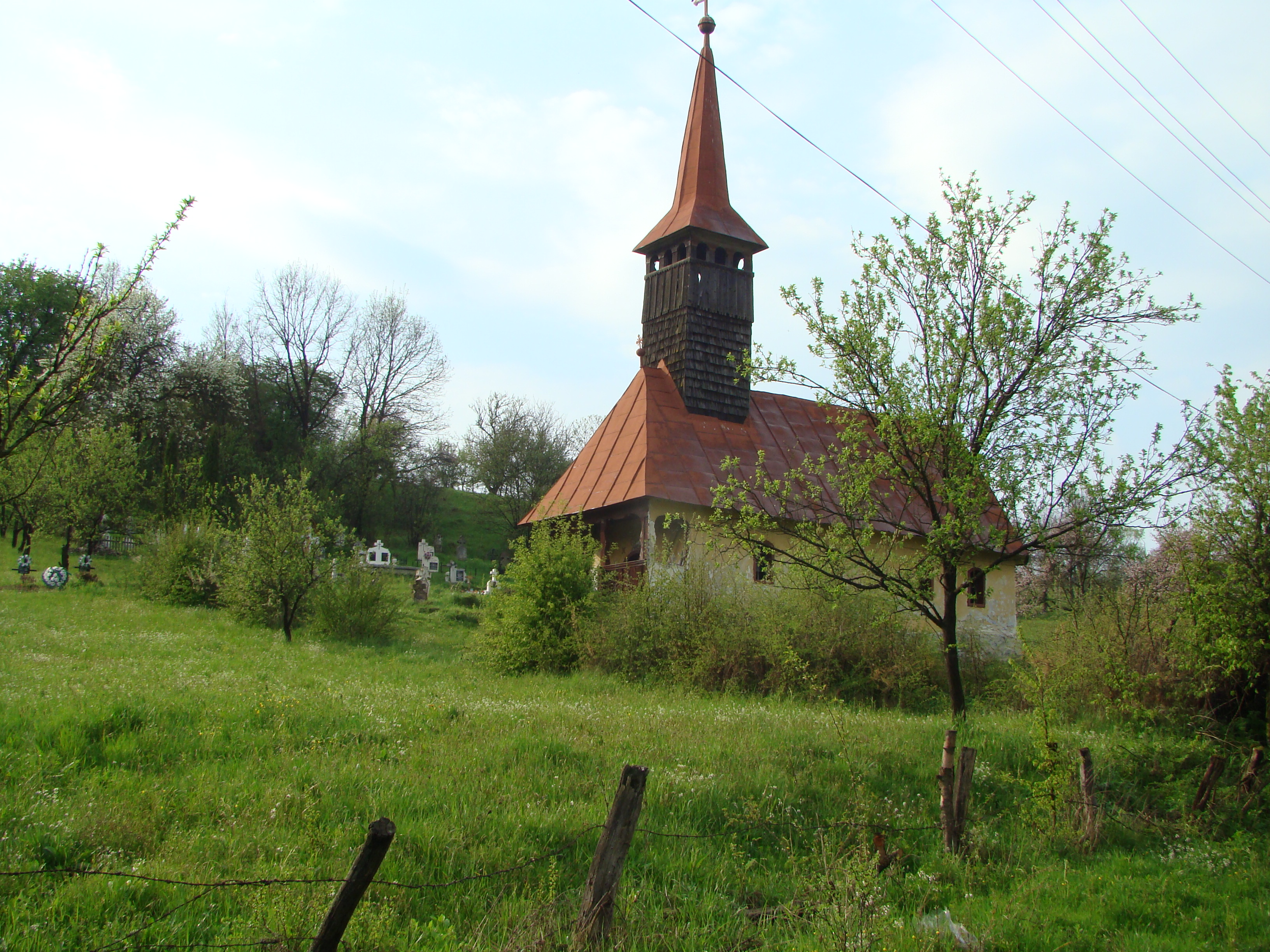
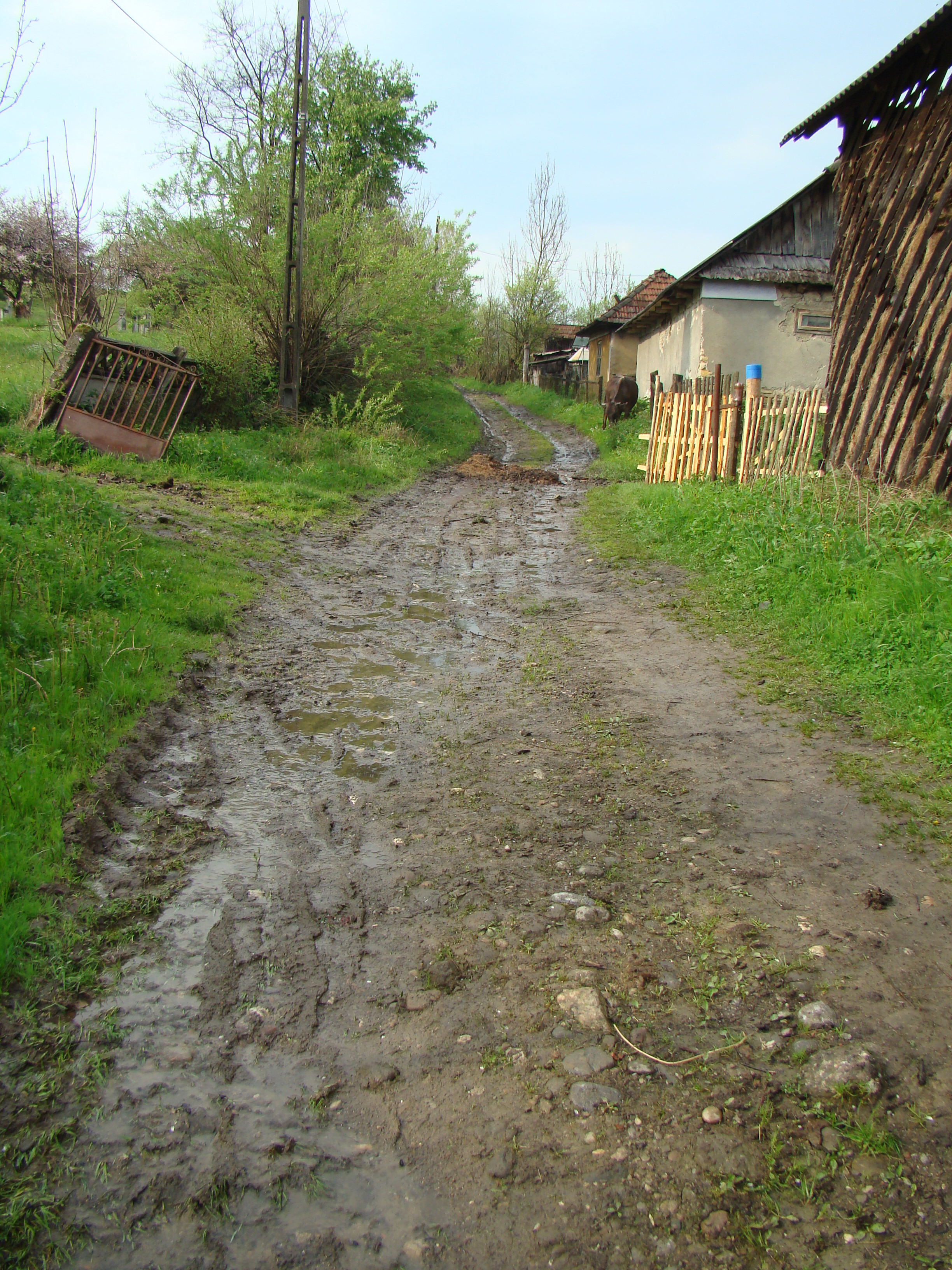
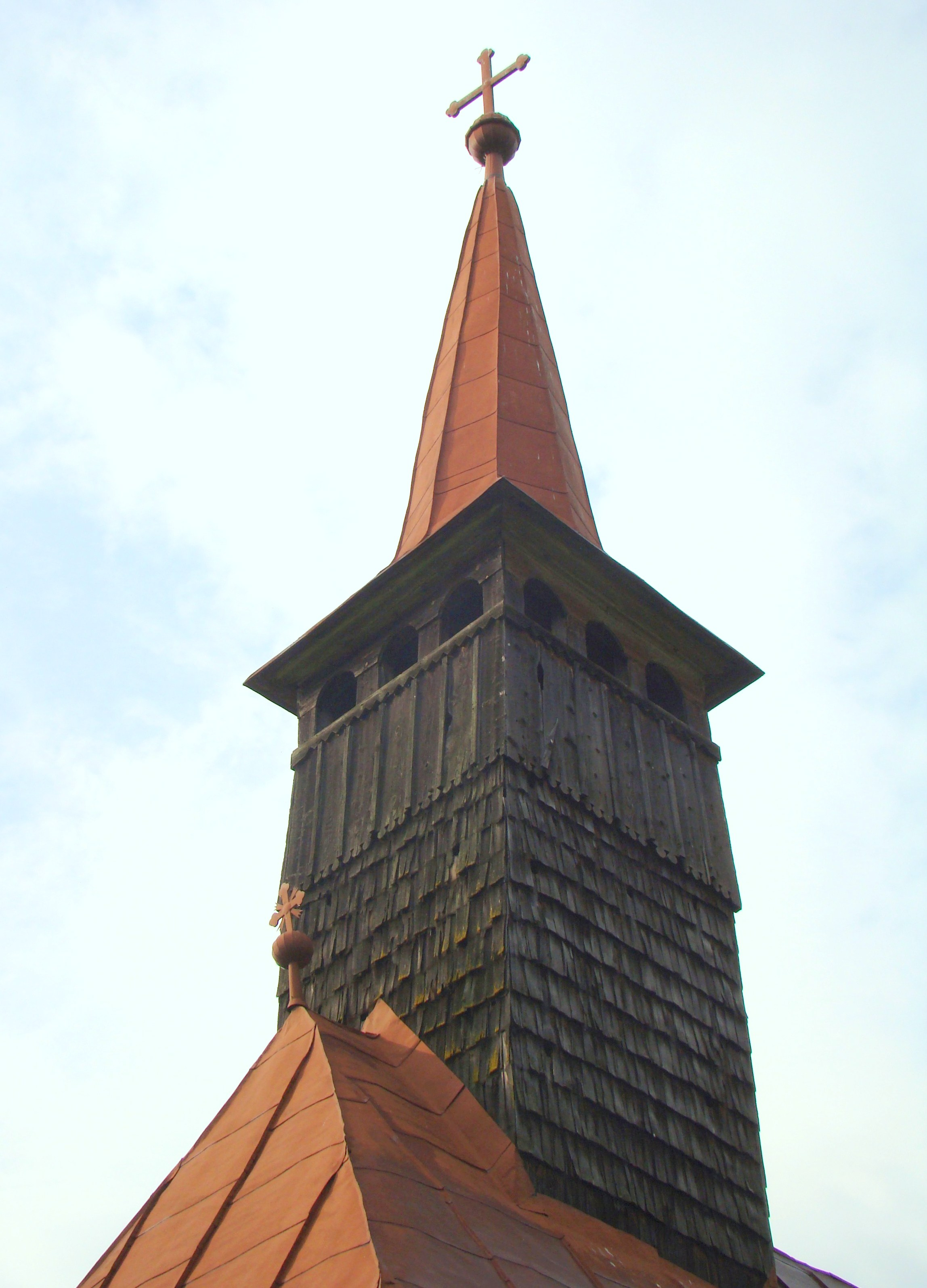
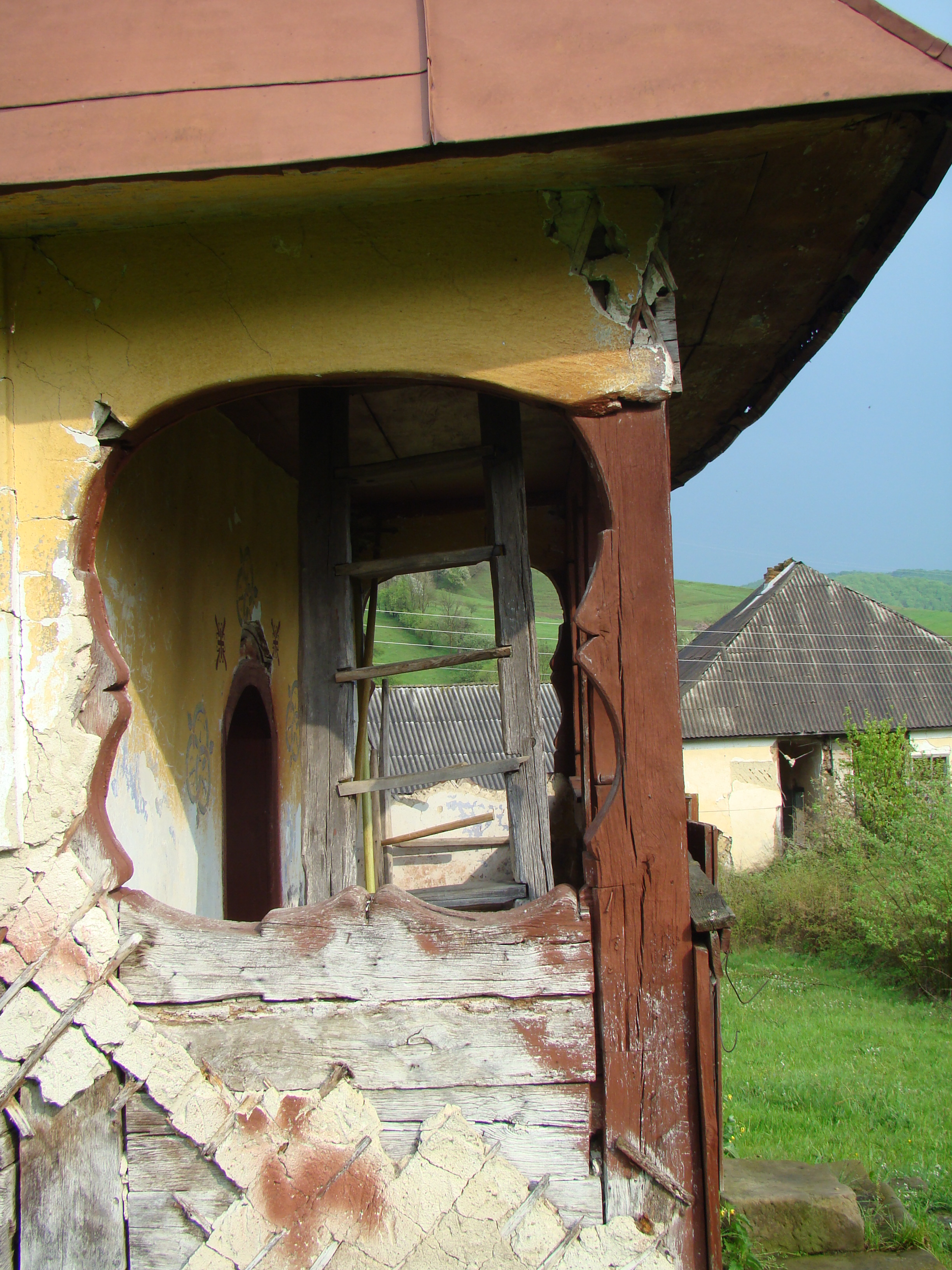
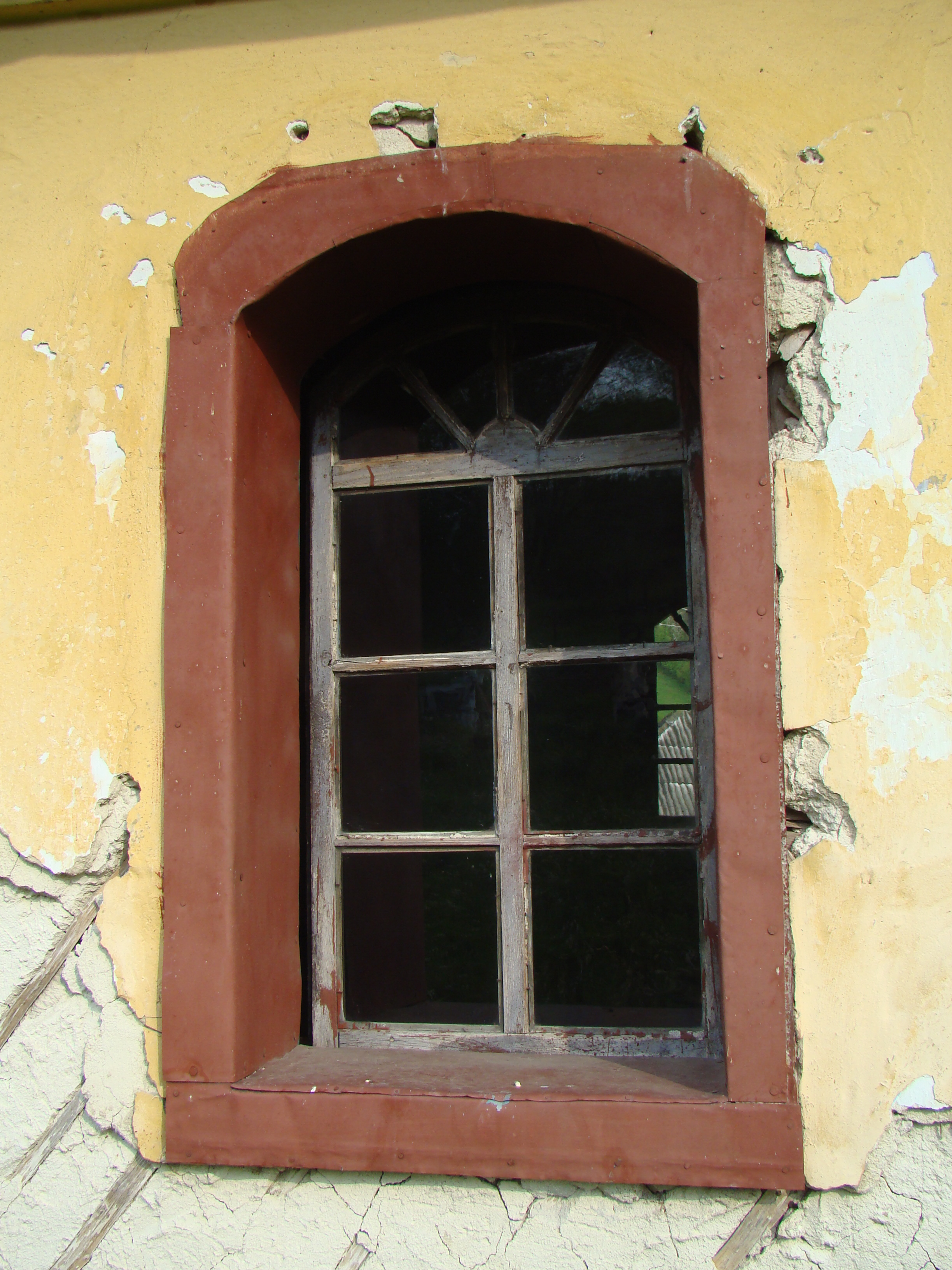
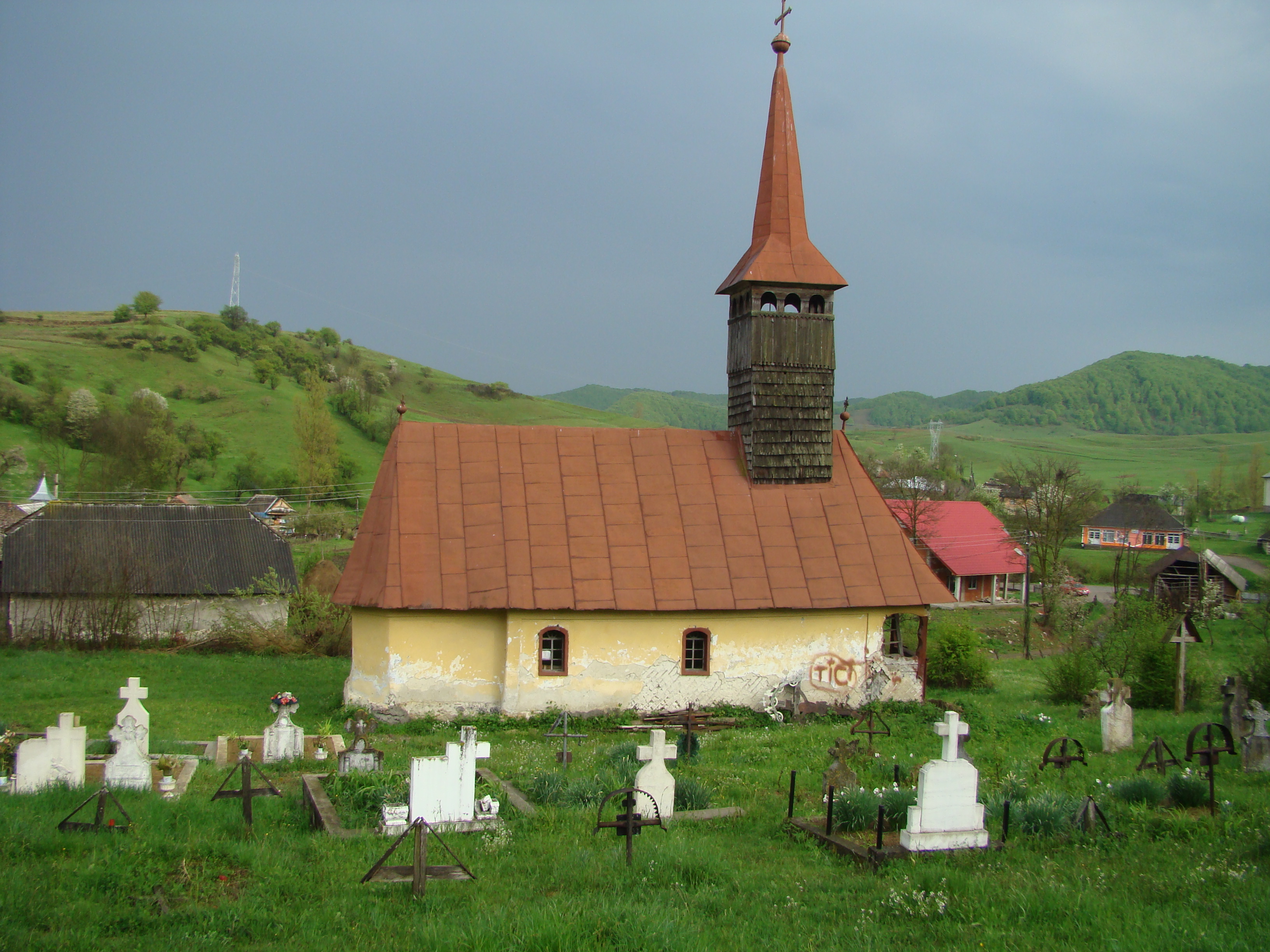
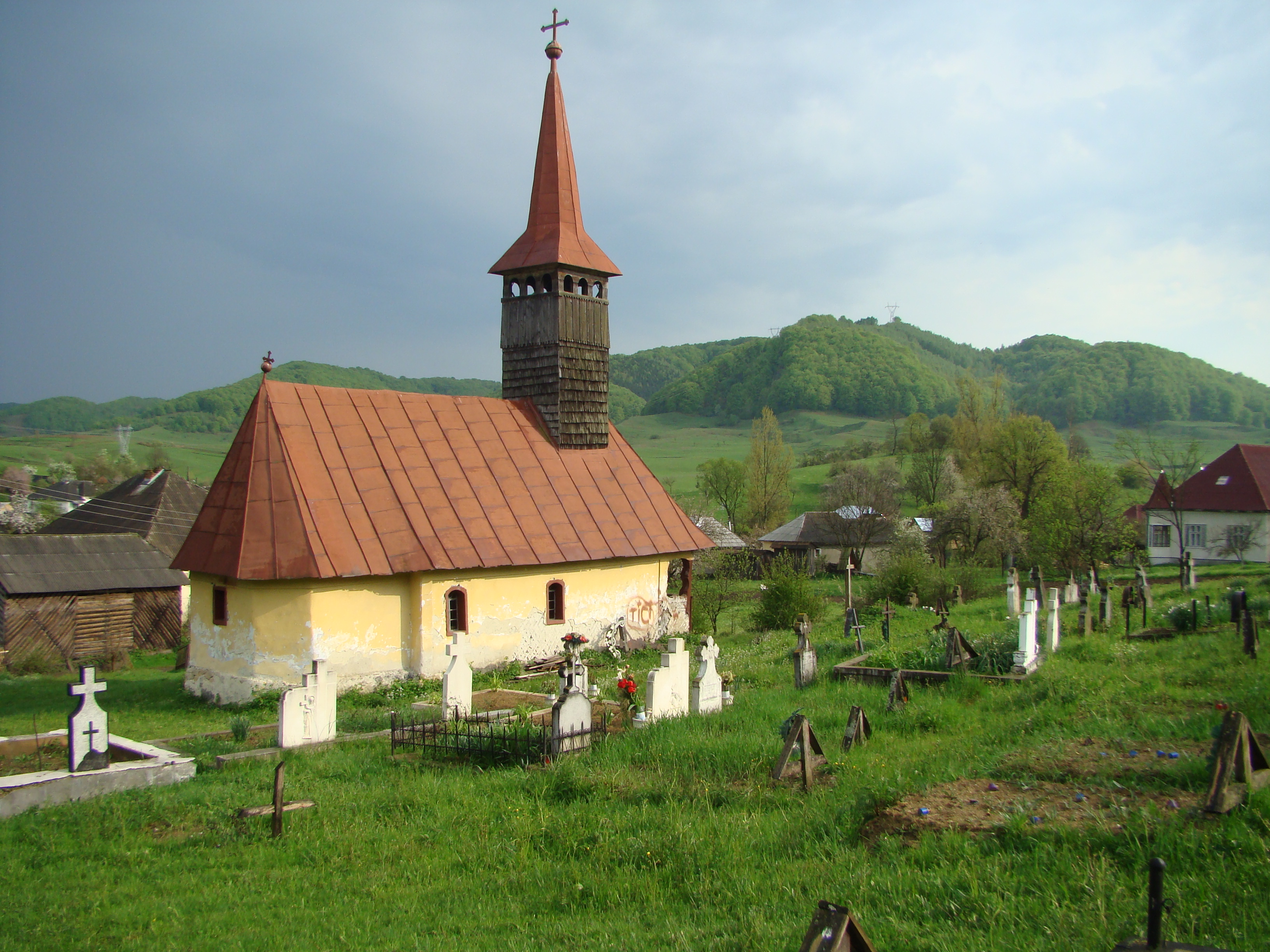
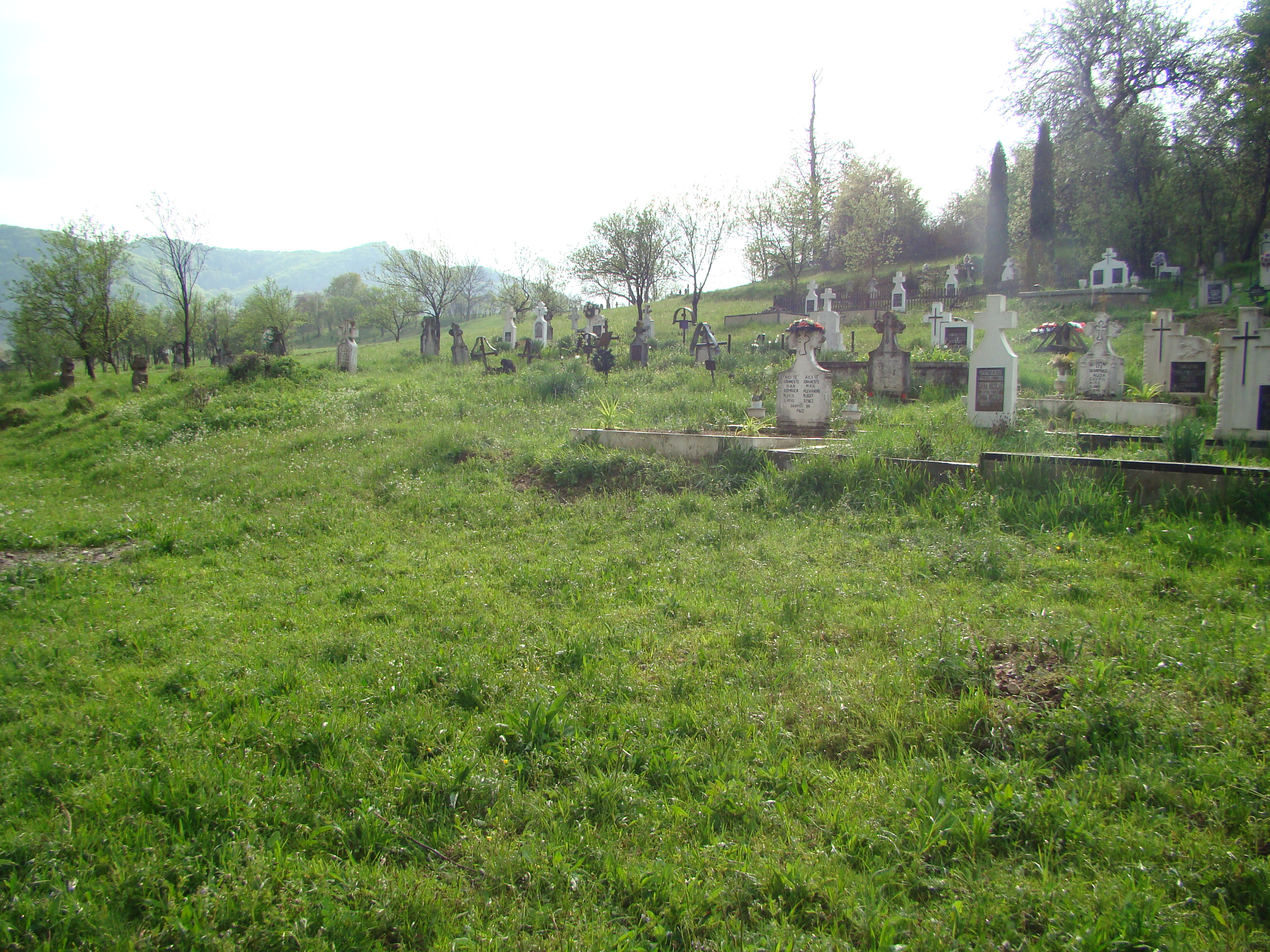
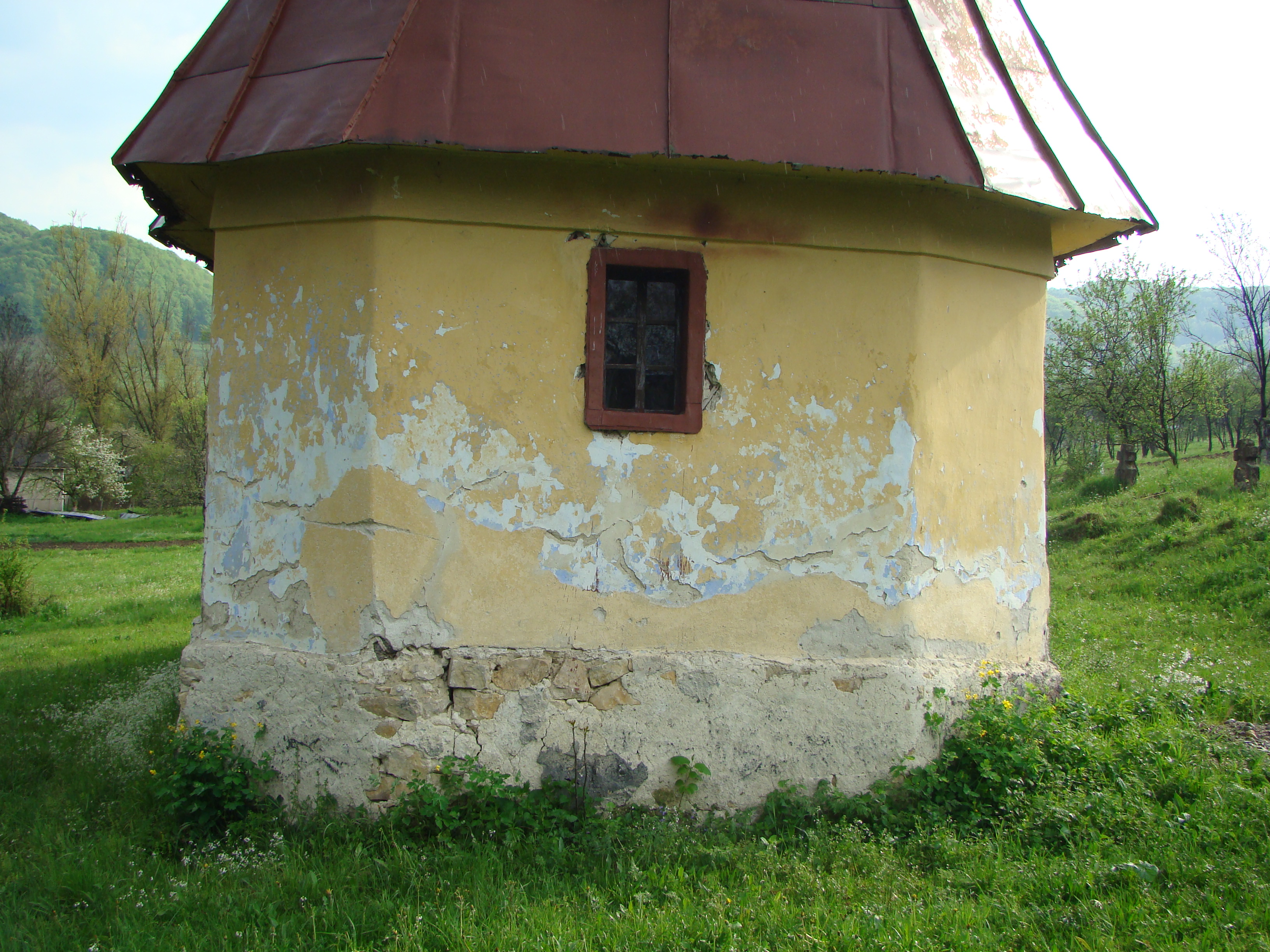
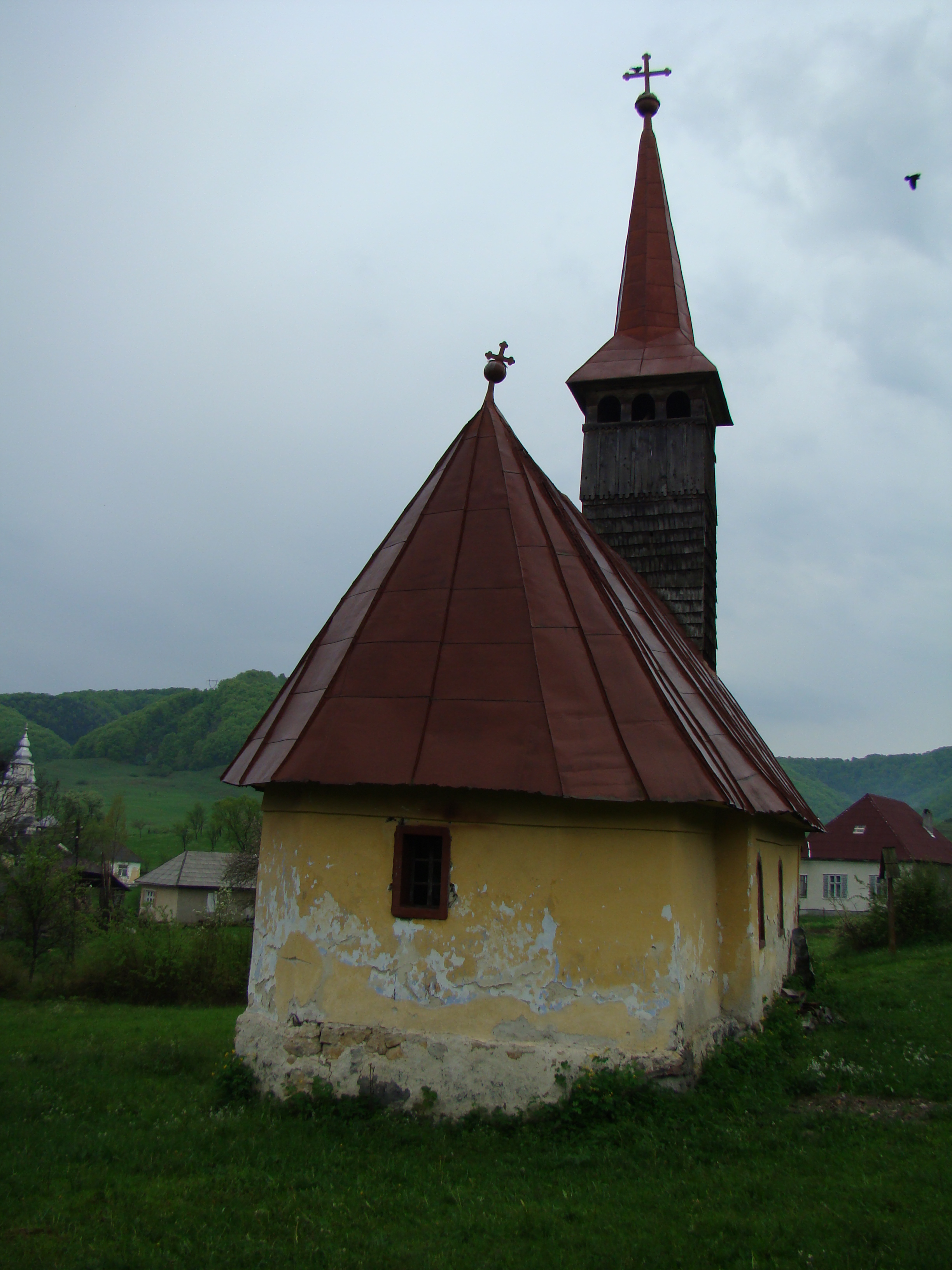
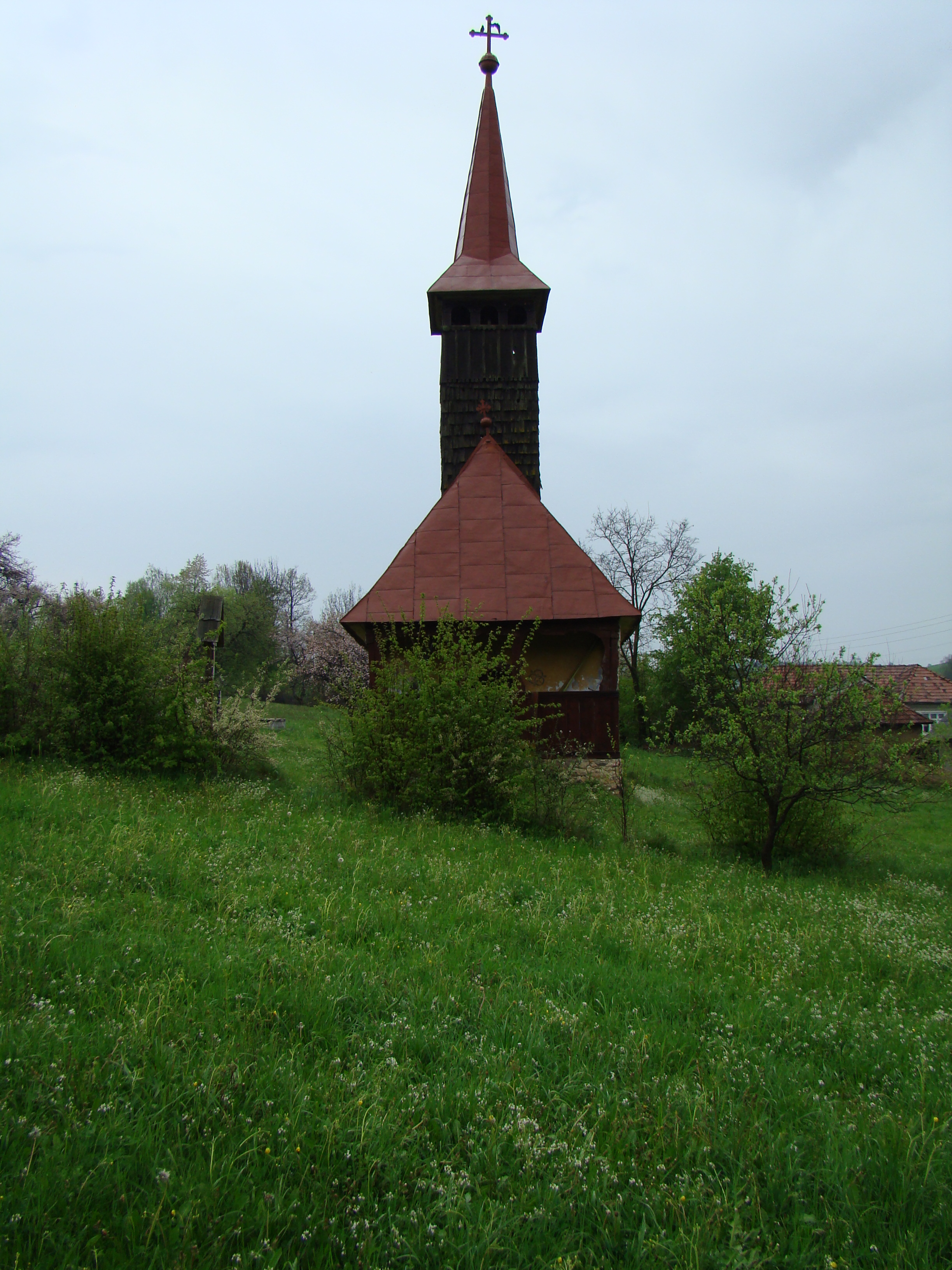
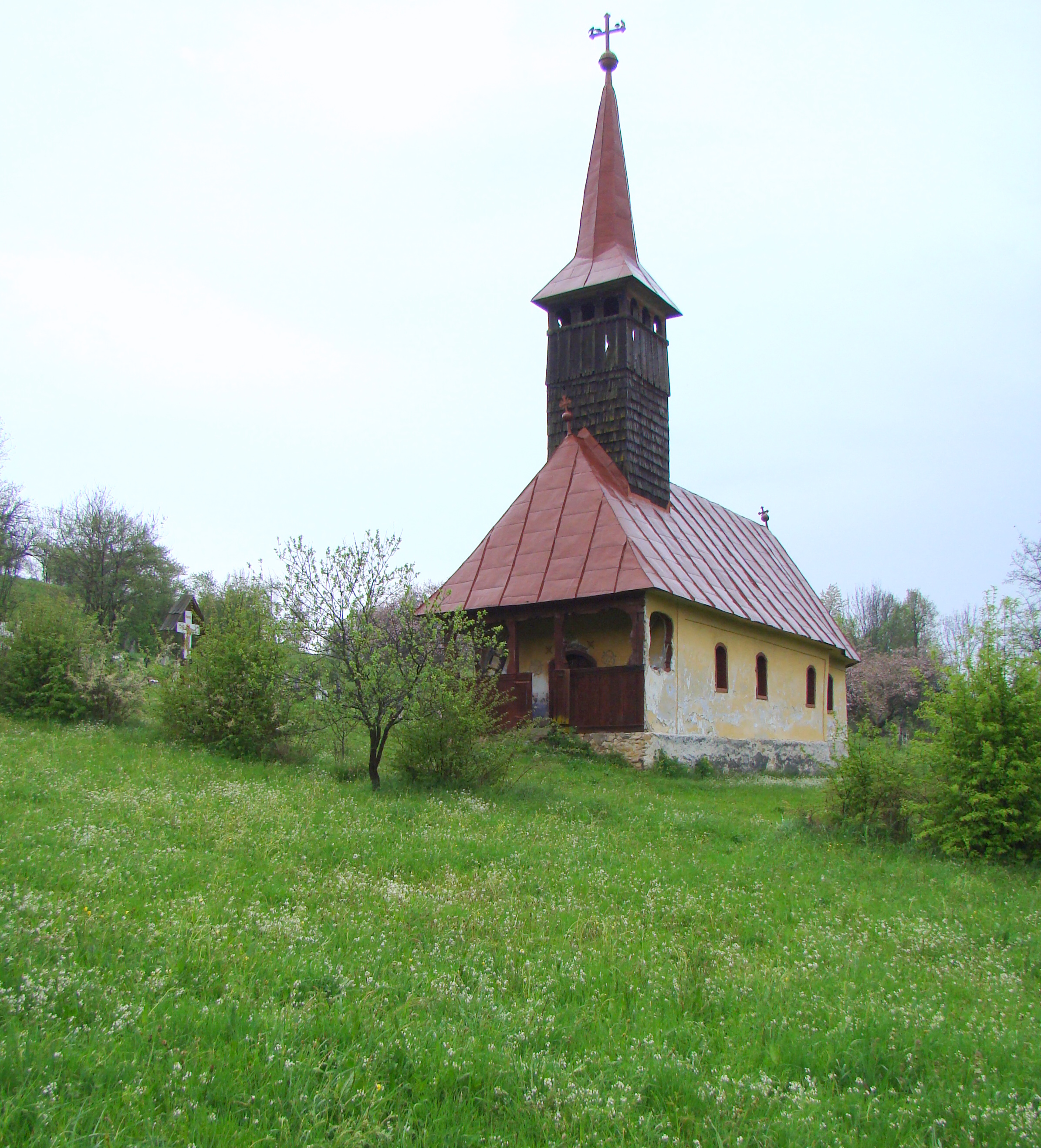
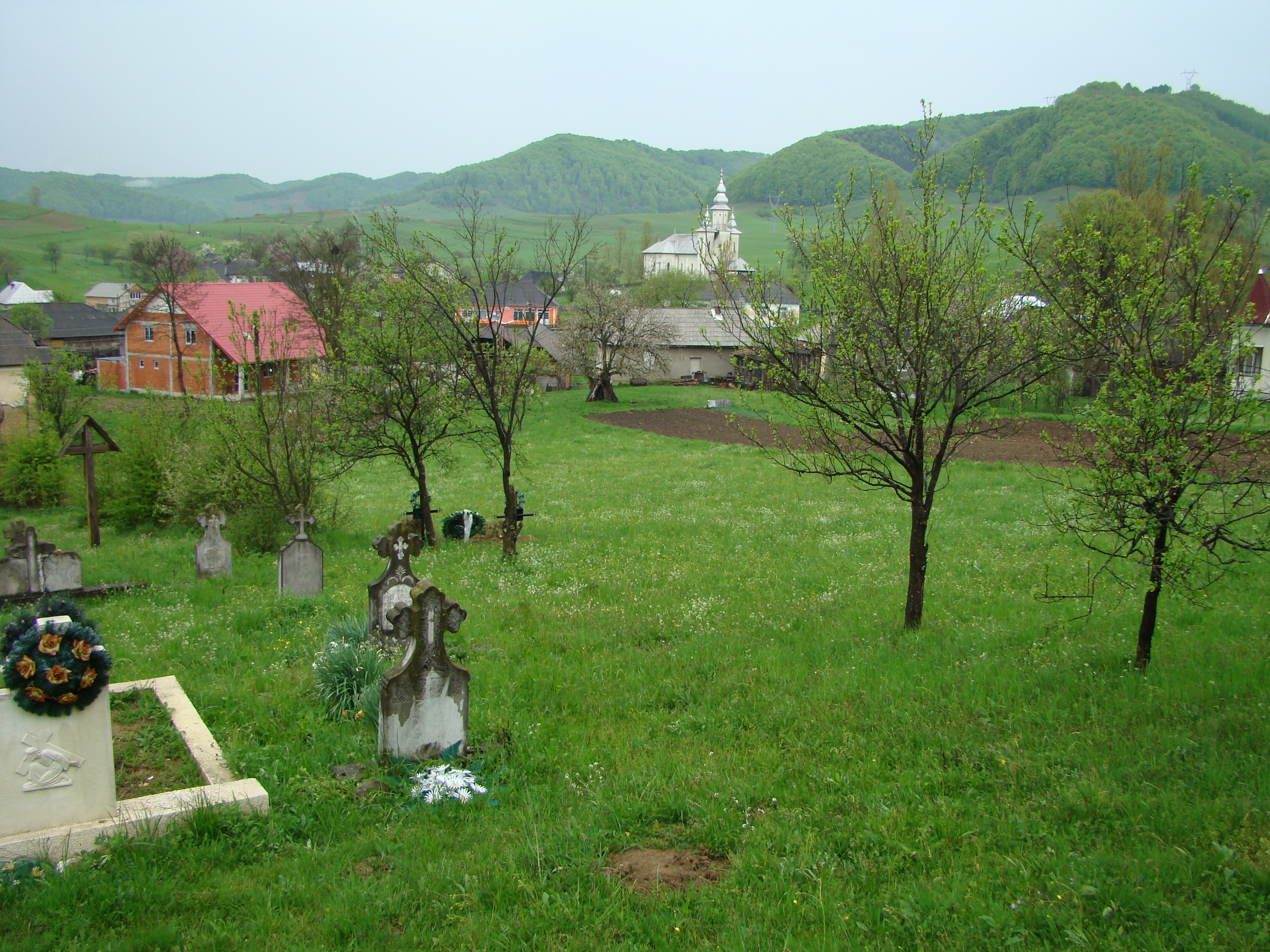
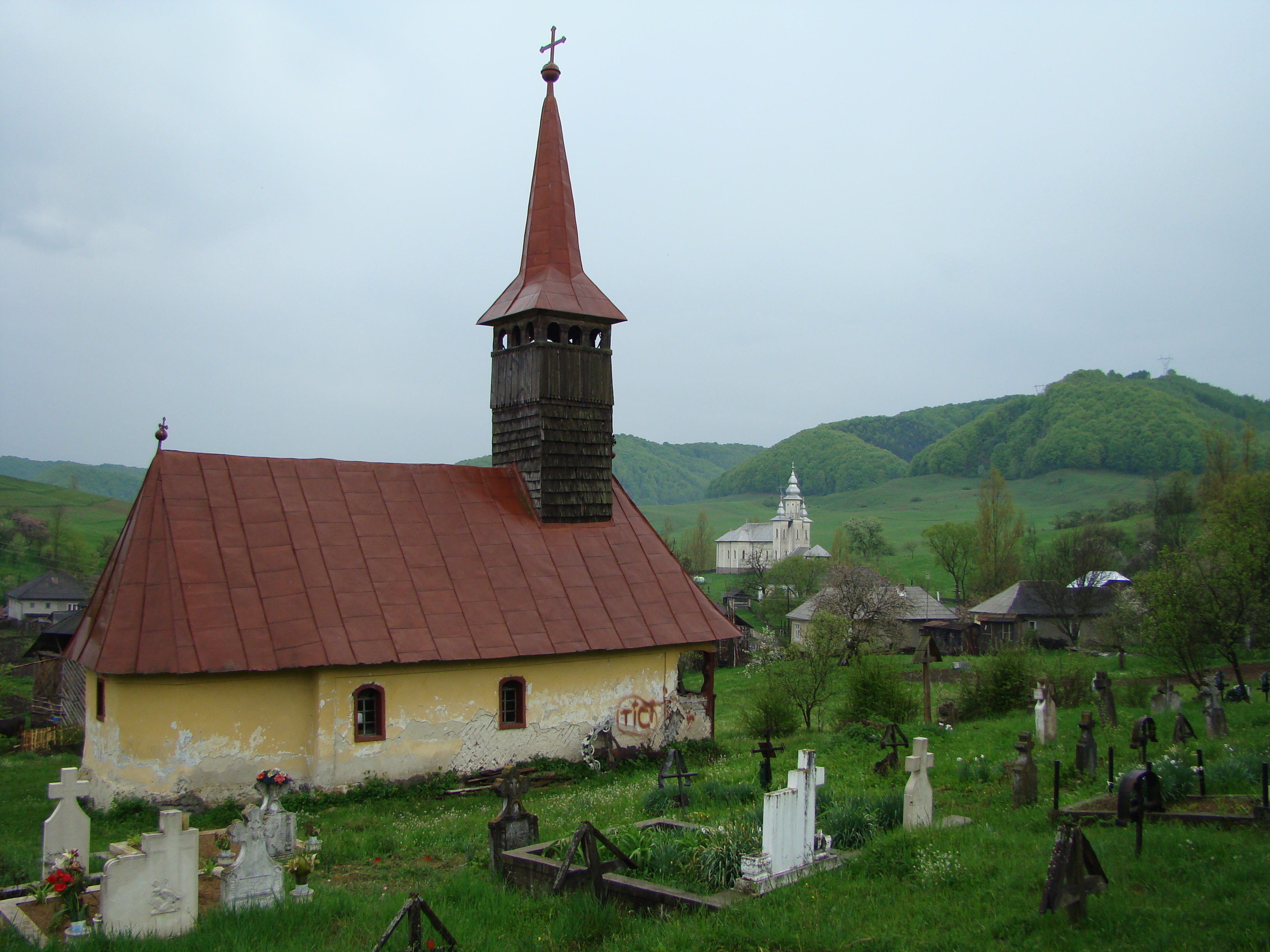
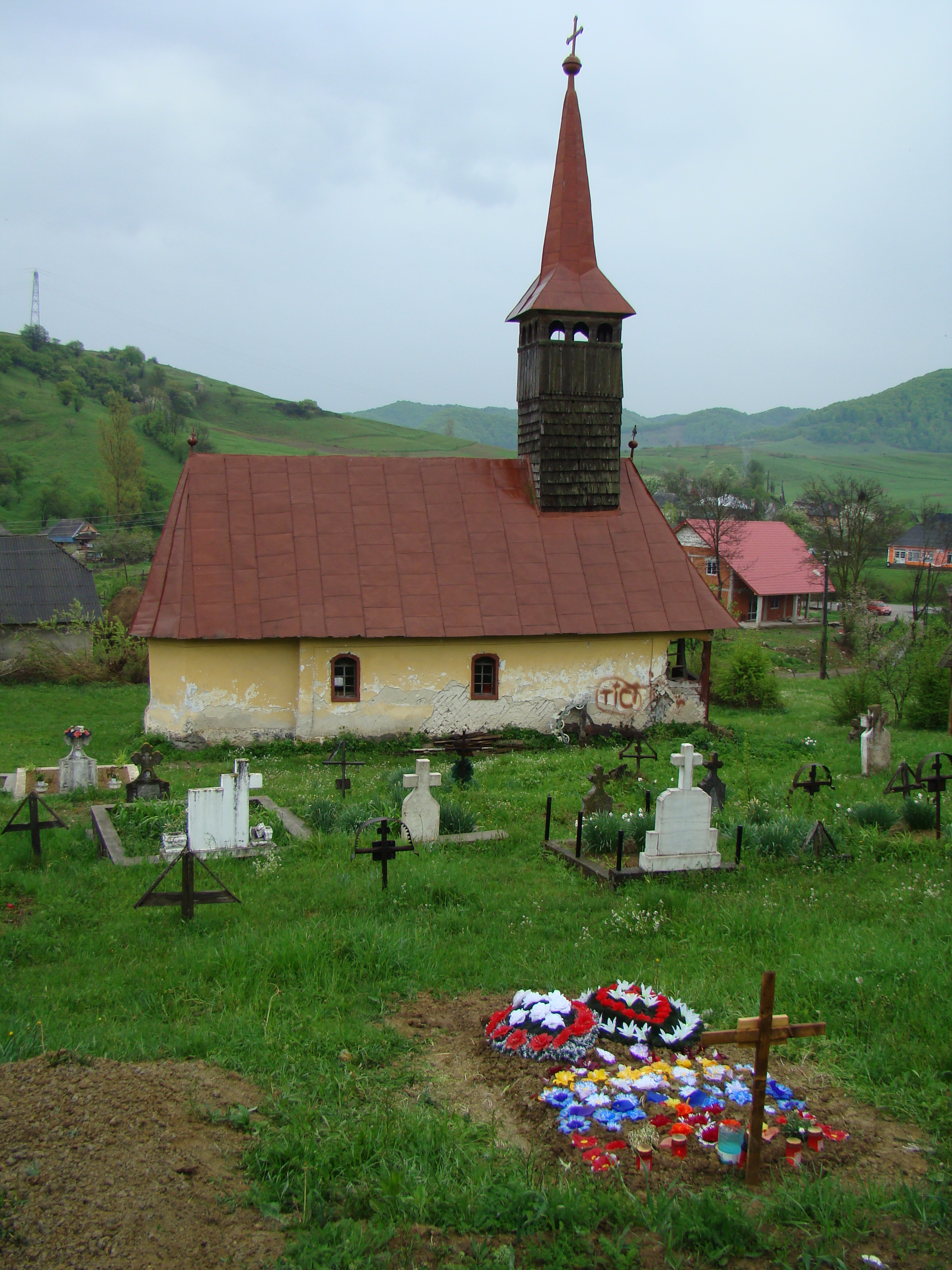

## Istoric și trăsături
Biserica de lemn din Fântânele, cu hramul „Sfânta Maria”, modificat ulterior în „Sfântul Nicolae”, a fost construită la începutul secolului XVIII din bârne de lemn suprapuse, pe o temelie de piatră. Planimetria bisericii este cea frecventă, respectiv, pridvor, pronaos, naos și altar decroșat, poligonal, cu cinci laturi. Acoperișul este unitar, în patru ape, învelit cu tablă zincată. Deasupra pronaosului se înalță turnul-clopotniță cu foișor înfundat, coif cu baza pătrată, învelit cu tablă, terminat cu un bulb de care este prinsă o cruce simplă. Interiorul este tencuit și zugrăvit la nivelul pereților cu modele geometrice și florale. Iconostasul este împărțit în trei registre: în partea inferioară este reprezentat Iisus Arhiereu între apostoli, în registrul din mijloc, în medalioane, apar chipurile proorocilor, iar în registrul superior Iisus Răstignit vegheat de Maica Domnului și evanghelistul Ioan. Ușile împărătești au în partea centrală reprezentarea Bunei Vestiri. În anul 2018 a fost refăcută tencuiala exterioară.